# Medagliati olimpici nell'atletica leggera maschile
Elenco dei vincitori di medaglia olimpica nell'atletica leggera maschile.

## Albo d'oro

### Corse piane

#### 100 metri piani
| Edizione                                   | Oro                                        | Argento                                         | Bronzo                                          |
| ------------------------------------------ | ------------------------------------------ | ----------------------------------------------- | ----------------------------------------------- |
| Atene 1896                                 | Tom Burke                                  | Fritz Hofmann                                   | Alojz Szokol                                    |
| Atene 1896                                 | Tom Burke                                  | Fritz Hofmann                                   | Frank Lane                                      |
| Parigi 1900                                | Frank Jarvis                               | Walter Tewksbury                                | Stanley Rowley                                  |
| Saint Louis 1904                           | Archie Hahn                                | Nate Cartmell                                   | Bill Hogenson                                   |
| Atene 1906                                 | Archie Hahn                                | Fay Moulton                                     | Nigel Barker                                    |
| Londra 1908                                | Reggie Walker                              | James Rector                                    | Bobby Kerr                                      |
| Stoccolma 1912                             | Ralph Craig                                | Alvah Meyer                                     | Don Lippincott                                  |
| Anversa 1920                               | Charlie Paddock                            | Morris Kirksey                                  | Harry Edward                                    |
| Parigi 1924                                | Harold Abrahams                            | Jackson Scholz                                  | Arthur Porritt                                  |
| Amsterdam 1928                             | Percy Williams                             | Jack London                                     | Georg Lammers                                   |
| Los Angeles 1932                           | Eddie Tolan                                | Ralph Metcalfe                                  | Arthur Jonath                                   |
| Berlino 1936                               | Jesse Owens                                | Ralph Metcalfe                                  | Tinus Osendarp                                  |
| Londra 1948                                | Harrison Dillard                           | Barney Ewell                                    | Lloyd LaBeach                                   |
| Helsinki 1952                              | Lindy Remigino                             | Herb McKenley                                   | McDonald Bailey                                 |
| Melbourne 1956                             | Bobby Joe Morrow                           | Thane Baker                                     | Hector Hogan                                    |
| Roma 1960                                  | Armin Hary                                 | David Sime                                      | Peter Radford                                   |
| Tokyo 1964                                 | Bob Hayes                                  | Enrique Figuerola                               | Harry Jerome                                    |
| Città del Messico 1968                     | Jim Hines                                  | Lennox Miller                                   | Charles Greene                                  |
| Monaco di Baviera 1972                     | Valerij Borzov                             | Robert Taylor                                   | Lennox Miller                                   |
| Montréal 1976                              | Hasely Crawford                            | Don Quarrie                                     | Valerij Borzov                                  |
| Mosca 1980                                 | Allan Wells                                | Silvio Leonard                                  | Petăr Petrov                                    |
| Los Angeles 1984                           | Carl Lewis                                 | Sam Graddy                                      | Ben Johnson                                     |
| Seul 1988                                  | Carl Lewis                                 | Linford Christie                                | Calvin Smith                                    |
| Barcellona 1992                            | Linford Christie                           | Frankie Fredericks                              | Dennis Mitchell                                 |
| Atlanta 1996                               | Donovan Bailey                             | Frankie Fredericks                              | Ato Boldon                                      |
| Sydney 2000                                | Maurice Greene                             | Ato Boldon                                      | Obadele Thompson                                |
| Atene 2004                                 | Justin Gatlin                              | Francis Obikwelu                                | Maurice Greene                                  |
| Pechino 2008                               | Usain Bolt                                 | Richard Thompson                                | Walter Dix                                      |
| Londra 2012                                | Usain Bolt                                 | Yohan Blake                                     | Justin Gatlin                                   |
| Rio de Janeiro 2016                        | Usain Bolt                                 | Justin Gatlin                                   | Andre De Grasse                                 |
| Tokyo 2020                                 | Marcell Jacobs                             | Fred Kerley                                     | Andre De Grasse                                 |
| Parigi 2024                                | Noah Lyles                                 | Kishane Thompson                                | Fred Kerley                                     |
| Atleta meglio premiato: Usain Bolt (3/0/0) | Atleta meglio premiato: Usain Bolt (3/0/0) | Nazione meglio premiata: Stati Uniti (18/15/11) | Nazione meglio premiata: Stati Uniti (18/15/11) |

#### 200 metri piani
| Edizione                                   | Oro                                        | Argento                                         | Bronzo                                          |
| ------------------------------------------ | ------------------------------------------ | ----------------------------------------------- | ----------------------------------------------- |
| Parigi 1900                                | Walter Tewksbury                           | Norman Pritchard                                | Stanley Rowley                                  |
| Londra 1908                                | Bobby Kerr                                 | Robert Cloughen                                 | Nate Cartmell                                   |
| Stoccolma 1912                             | Ralph Craig                                | Donald Lippincott                               | William Applegarth                              |
| Anversa 1920                               | Allen Woodring                             | Charles Paddock                                 | Harry Edward                                    |
| Parigi 1924                                | Jackson Scholz                             | Charles Paddock                                 | Eric Liddell                                    |
| Amsterdam 1928                             | Percy Williams                             | Walter Rangeley                                 | Helmut Körnig                                   |
| Los Angeles 1932                           | Eddie Tolan                                | George Simpson                                  | Ralph Metcalfe                                  |
| Berlino 1936                               | Jesse Owens                                | Matthew Robinson                                | Martinus Osendarp                               |
| Londra 1948                                | Melvin Patton                              | Norwood Ewell                                   | Lloyd LaBeach                                   |
| Helsinki 1952                              | Andrew Stanfield                           | Thane Baker                                     | James Gathers                                   |
| Melbourne 1956                             | Bobby Joe Morrow                           | Andrew Stanfield                                | Thane Baker                                     |
| Roma 1960                                  | Livio Berruti                              | Lester Carney                                   | Abdoulaye Seye                                  |
| Tokyo 1964                                 | Henry Carr                                 | Paul Drayton                                    | Edwin Roberts                                   |
| Città del Messico 1968                     | Tommie Smith                               | Peter Norman                                    | John Carlos                                     |
| Monaco di Baviera 1972                     | Valerij Borzov                             | Larry Black                                     | Pietro Mennea                                   |
| Montréal 1976                              | Donald Quarrie                             | Millard Hampton                                 | Dwayne Evans                                    |
| Mosca 1980                                 | Pietro Mennea                              | Allan Wells                                     | Donald Quarrie                                  |
| Los Angeles 1984                           | Carl Lewis                                 | Kirk Baptiste                                   | Thomas Jefferson                                |
| Seul 1988                                  | Joe DeLoach                                | Carl Lewis                                      | Robson da Silva                                 |
| Barcellona 1992                            | Michael Marsh                              | Frank Fredericks                                | Michael Bates                                   |
| Atlanta 1996                               | Michael Johnson                            | Frank Fredericks                                | Ato Boldon                                      |
| Sydney 2000                                | Kōnstantinos Kenterīs                      | Darren Campbell                                 | Ato Boldon                                      |
| Atene 2004                                 | Shawn Crawford                             | Bernard Williams                                | Justin Gatlin                                   |
| Pechino 2008                               | Usain Bolt                                 | Shawn Crawford                                  | Walter Dix                                      |
| Londra 2012                                | Usain Bolt                                 | Yohan Blake                                     | Warren Weir                                     |
| Rio de Janeiro 2016                        | Usain Bolt                                 | Andre De Grasse                                 | Christophe Lemaitre                             |
| Tokyo 2020                                 | Andre De Grasse                            | Kenneth Bednarek                                | Noah Lyles                                      |
| Parigi 2024                                | Letsile Tebogo                             | Kenneth Bednarek                                | Noah Lyles                                      |
| Atleta meglio premiato: Usain Bolt (3/0/0) | Atleta meglio premiato: Usain Bolt (3/0/0) | Nazione meglio premiata: Stati Uniti (15/19/13) | Nazione meglio premiata: Stati Uniti (15/19/13) |

#### 400 metri piani
| Edizione                                        | Oro                                             | Argento                                         | Bronzo                                          |
| ----------------------------------------------- | ----------------------------------------------- | ----------------------------------------------- | ----------------------------------------------- |
| Atene 1896                                      | Tom Burke                                       | Herbert Jamison                                 | Fritz Hofmann                                   |
| Atene 1896                                      | Tom Burke                                       | Herbert Jamison                                 | Charles Gmelin                                  |
| Parigi 1900                                     | Maxwell Long                                    | William Holland                                 | Ernst Schultz                                   |
| Saint Louis 1904                                | Harry Hillman                                   | Frank Waller                                    | Herman Groman                                   |
| Atene 1906                                      | Paul Pilgrim                                    | Wyndham Halswelle                               | Nigel Barker                                    |
| Londra 1908                                     | Wyndham Halswelle                               | —                                               | —                                               |
| Stoccolma 1912                                  | Charles Reidpath                                | Hanns Braun                                     | Edward Lindberg                                 |
| Anversa 1920                                    | Bevil Rudd                                      | Guy Butler                                      | Nils Engdahl                                    |
| Parigi 1924                                     | Eric Liddell                                    | Horatio Fitch                                   | Guy Butler                                      |
| Amsterdam 1928                                  | Ray Barbuti                                     | James Ball                                      | Joachim Büchner                                 |
| Los Angeles 1932                                | Bill Carr                                       | Ben Eastman                                     | Alex Wilson                                     |
| Berlino 1936                                    | Archie Williams                                 | Godfrey Brown                                   | James LuValle                                   |
| Londra 1948                                     | Arthur Wint                                     | Herb McKenley                                   | Mal Whitfield                                   |
| Helsinki 1952                                   | George Rhoden                                   | Herb McKenley                                   | Ollie Matson                                    |
| Melbourne 1956                                  | Charlie Jenkins                                 | Karl-Friedrich Haas                             | Voitto Hellsten                                 |
| Melbourne 1956                                  | Charlie Jenkins                                 | Karl-Friedrich Haas                             | Ardalion Ignat'ev                               |
| Roma 1960                                       | Otis Davis                                      | Carl Kaufmann                                   | Malcolm Spence                                  |
| Tokyo 1964                                      | Michael Larrabee                                | Wendell Mottley                                 | Andrzej Badeński                                |
| Città del Messico 1968                          | Lee Evans                                       | Larry James                                     | Ron Freeman                                     |
| Monaco di Baviera 1972                          | Vincent Matthews                                | Wayne Collett                                   | Julius Sang                                     |
| Montréal 1976                                   | Alberto Juantorena                              | Fred Newhouse                                   | Herman Frazier                                  |
| Mosca 1980                                      | Viktor Markin                                   | Rick Mitchell                                   | Frank Schaffer                                  |
| Los Angeles 1984                                | Alonzo Babers                                   | Gabriel Tiacoh                                  | Antonio McKay                                   |
| Seul 1988                                       | Steve Lewis                                     | Butch Reynolds                                  | Danny Everett                                   |
| Barcellona 1992                                 | Quincy Watts                                    | Steve Lewis                                     | Samson Kitur                                    |
| Atlanta 1996                                    | Michael Johnson                                 | Roger Black                                     | Davis Kamoga                                    |
| Sydney 2000                                     | Michael Johnson                                 | Alvin Harrison                                  | Greg Haughton                                   |
| Atene 2004                                      | Jeremy Wariner                                  | Otis Harris                                     | Derrick Brew                                    |
| Pechino 2008                                    | LaShawn Merritt                                 | Jeremy Wariner                                  | David Neville                                   |
| Londra 2012                                     | Kirani James                                    | Luguelín Santos                                 | Lalonde Gordon                                  |
| Rio de Janeiro 2016                             | Wayde van Niekerk                               | Kirani James                                    | LaShawn Merritt                                 |
| Tokyo 2020                                      | Steven Gardiner                                 | Anthony Zambrano                                | Kirani James                                    |
| Parigi 2024                                     | Quincy Hall                                     | Matthew Hudson-Smith                            | Muzala Samukonga                                |
| Atleta meglio premiato: Michael Johnson (2/0/0) | Atleta meglio premiato: Michael Johnson (2/0/0) | Nazione meglio premiata: Stati Uniti (20/12/12) | Nazione meglio premiata: Stati Uniti (20/12/12) |

#### 800 metri piani
| Edizione                                                         | Oro                                                              | Argento                                      | Bronzo                                       |
| ---------------------------------------------------------------- | ---------------------------------------------------------------- | -------------------------------------------- | -------------------------------------------- |
| Atene 1896                                                       | Teddy Flack                                                      | Nándor Dáni                                  | Dīmītrios Golemīs                            |
| Parigi 1900                                                      | Alfred Tysoe                                                     | John Cregan                                  | David Hall                                   |
| Saint Louis 1904                                                 | Jim Lightbody                                                    | Howard Valentine                             | Emil Breitkreuz                              |
| Atene 1906                                                       | Paul Pilgrim                                                     | Jim Lightbody                                | Wyndham Halswelle                            |
| Londra 1908                                                      | Mel Sheppard                                                     | Emilio Lunghi                                | Hanns Braun                                  |
| Stoccolma 1912                                                   | Ted Meredith                                                     | Mel Sheppard                                 | Ira Davenport                                |
| Anversa 1920                                                     | Albert Hill                                                      | Earl Eby                                     | Bevil Rudd                                   |
| Parigi 1924                                                      | Douglas Lowe                                                     | Paul Martin                                  | Schuyler Enck                                |
| Amsterdam 1928                                                   | Douglas Lowe                                                     | Erik Byléhn                                  | Hermann Engelhard                            |
| Los Angeles 1932                                                 | Tommy Hampson                                                    | Alex Wilson                                  | Phil Edwards                                 |
| Berlino 1936                                                     | John Woodruff                                                    | Mario Lanzi                                  | Phil Edwards                                 |
| Londra 1948                                                      | Mal Whitfield                                                    | Arthur Wint                                  | Marcel Hansenne                              |
| Helsinki 1952                                                    | Mal Whitfield                                                    | Arthur Wint                                  | Heinz Ulzheimer                              |
| Melbourne 1956                                                   | Tom Courtney                                                     | Derek Johnson                                | Audun Boysen                                 |
| Roma 1960                                                        | Peter Snell                                                      | Roger Moens                                  | George Kerr                                  |
| Tokyo 1964                                                       | Peter Snell                                                      | Bill Crothers                                | Wilson Kiprugut                              |
| Città del Messico 1968                                           | Ralph Doubell                                                    | Wilson Kiprugut                              | Tom Farrell                                  |
| Monaco di Baviera 1972                                           | Dave Wottle                                                      | Jevhen Aržanov                               | Mike Boit                                    |
| Montréal 1976                                                    | Alberto Juantorena                                               | Ivo Van Damme                                | Rick Wohlhuter                               |
| Mosca 1980                                                       | Steve Ovett                                                      | Sebastian Coe                                | Nikolaj Kirov                                |
| Los Angeles 1984                                                 | Joaquim Cruz                                                     | Sebastian Coe                                | Earl Jones                                   |
| Seul 1988                                                        | Paul Ereng                                                       | Joaquim Cruz                                 | Saïd Aouita                                  |
| Barcellona 1992                                                  | William Tanui                                                    | Nixon Kiprotich                              | Johnny Gray                                  |
| Atlanta 1996                                                     | Vebjørn Rodal                                                    | Hezekiél Sepeng                              | Fred Onyancha                                |
| Sydney 2000                                                      | Nils Schumann                                                    | Wilson Kipketer                              | Djabir Saïd-Guerni                           |
| Atene 2004                                                       | Yuriy Borzakovskiy                                               | Mbulaeni Mulaudzi                            | Wilson Kipketer                              |
| Pechino 2008                                                     | Wilfred Bungei                                                   | Ismail Ahmed Ismail                          | Alfred Kirwa Yego                            |
| Londra 2012                                                      | David Rudisha                                                    | Nijel Amos                                   | Timothy Kitum                                |
| Rio de Janeiro 2016                                              | David Rudisha                                                    | Taoufik Makhloufi                            | Clayton Murphy                               |
| Tokyo 2020                                                       | Emmanuel Korir                                                   | Ferguson Rotich                              | Patryk Dobek                                 |
| Parigi 2024                                                      | Emmanuel Wanyonyi                                                | Marco Arop                                   | Djamel Sedjati                               |
| Atleta meglio premiato: Lowe, Whitfield, Snell e Rudisha (2/0/0) | Atleta meglio premiato: Lowe, Whitfield, Snell e Rudisha (2/0/0) | Nazione meglio premiata: Stati Uniti (7/4/9) | Nazione meglio premiata: Stati Uniti (7/4/9) |

#### 1500 metri piani
| Edizione                                      | Oro                                           | Argento                                        | Bronzo                                         |
| --------------------------------------------- | --------------------------------------------- | ---------------------------------------------- | ---------------------------------------------- |
| Atene 1896                                    | Teddy Flack                                   | Arthur Blake                                   | Albin Lermusiaux                               |
| Parigi 1900                                   | Charles Bennett                               | Henri Deloge                                   | John Bray                                      |
| Saint Louis 1904                              | Jim Lightbody                                 | William Verner                                 | Lacey Hearn                                    |
| Atene 1906                                    | Jim Lightbody                                 | John McGough                                   | Kristian Hellström                             |
| Londra 1908                                   | Mel Sheppard                                  | Harold Wilson                                  | Norman Hallows                                 |
| Stoccolma 1912                                | Arnold Jackson                                | Abel Kiviat                                    | Norman Taber                                   |
| Anversa 1920                                  | Albert Hill                                   | Philip Baker                                   | Lawrence Shields                               |
| Parigi 1924                                   | Paavo Nurmi                                   | Willy Schärer                                  | Henry Stallard                                 |
| Amsterdam 1928                                | Harry Larva                                   | Jules Ladoumègue                               | Eino Purje                                     |
| Los Angeles 1932                              | Luigi Beccali                                 | Jerry Cornes                                   | Phil Edwards                                   |
| Berlino 1936                                  | Jack Lovelock                                 | Glenn Cunningham                               | Luigi Beccali                                  |
| Londra 1948                                   | Henry Eriksson                                | Lennart Strand                                 | Wim Slijkhuis                                  |
| Helsinki 1952                                 | Joseph Barthel                                | Bob McMillen                                   | Werner Lueg                                    |
| Melbourne 1956                                | Ron Delany                                    | Klaus Richtzenhain                             | John Landy                                     |
| Roma 1960                                     | Herb Elliott                                  | Michel Jazy                                    | István Rózsavölgyi                             |
| Tokyo 1964                                    | Peter Snell                                   | Josef Odložil                                  | John Davies                                    |
| Città del Messico 1968                        | Kipchoge Keino                                | Jim Ryun                                       | Bodo Tümmler                                   |
| Monaco di Baviera 1972                        | Pekka Vasala                                  | Kipchoge Keino                                 | Rod Dixon                                      |
| Montréal 1976                                 | John Walker                                   | Ivo Van Damme                                  | Paul-Heinz Wellmann                            |
| Mosca 1980                                    | Sebastian Coe                                 | Jürgen Straub                                  | Steve Ovett                                    |
| Los Angeles 1984                              | Sebastian Coe                                 | Steve Cram                                     | José Manuel Abascal                            |
| Seul 1988                                     | Peter Rono                                    | Peter Elliott                                  | Jens-Peter Herold                              |
| Barcellona 1992                               | Fermín Cacho                                  | Rachid El Basir                                | Mohamed Suleiman                               |
| Atlanta 1996                                  | Noureddine Morceli                            | Fermín Cacho                                   | Stephen Kipkorir                               |
| Sydney 2000                                   | Noah Ngeny                                    | Hicham El Guerrouj                             | Bernard Lagat                                  |
| Atene 2004                                    | Hicham El Guerrouj                            | Bernard Lagat                                  | Rui Silva                                      |
| Pechino 2008                                  | Asbel Kipruto Kiprop                          | Nick Willis                                    | Mehdi Baala                                    |
| Londra 2012                                   | Taoufik Makhloufi                             | Leonel Manzano                                 | Abdalaati Iguider                              |
| Rio de Janeiro 2016                           | Matthew Centrowitz                            | Taoufik Makhloufi                              | Nick Willis                                    |
| Tokyo 2020                                    | Jakob Ingebrigtsen                            | Timothy Cheruiyot                              | Josh Kerr                                      |
| Parigi 2024                                   | Cole Hocker                                   | Josh Kerr                                      | Yared Nuguse                                   |
| Atleta meglio premiato: Sebastian Coe (2/0/0) | Atleta meglio premiato: Sebastian Coe (2/0/0) | Nazione meglio premiata: Gran Bretagna (5/6/5) | Nazione meglio premiata: Gran Bretagna (5/6/5) |

#### 5000 metri piani
| Edizione                                                    | Oro                                                         | Argento                                    | Bronzo                                     |
| ----------------------------------------------------------- | ----------------------------------------------------------- | ------------------------------------------ | ------------------------------------------ |
| Stoccolma 1912                                              | Hannes Kolehmainen                                          | Jean Bouin                                 | George Hutson                              |
| Anversa 1920                                                | Joseph Guillemot                                            | Paavo Nurmi                                | Eric Backman                               |
| Parigi 1924                                                 | Paavo Nurmi                                                 | Ville Ritola                               | Edvin Wide                                 |
| Amsterdam 1928                                              | Ville Ritola                                                | Paavo Nurmi                                | Edvin Wide                                 |
| Los Angeles 1932                                            | Lauri Lehtinen                                              | Ralph Hill                                 | Lauri Virtanen                             |
| Berlino 1936                                                | Gunnar Höckert                                              | Lauri Lehtinen                             | Henry Jonsson                              |
| Londra 1948                                                 | Gaston Reiff                                                | Emil Zátopek                               | Wim Slijkhuis                              |
| Helsinki 1952                                               | Emil Zátopek                                                | Alain Mimoun                               | Herbert Schade                             |
| Melbourne 1956                                              | Vladimir Kuc                                                | Gordon Pirie                               | Derek Ibbotson                             |
| Roma 1960                                                   | Murray Halberg                                              | Hans Grodotzki                             | Kazimierz Zimny                            |
| Tokyo 1964                                                  | Bob Schul                                                   | Harald Norpoth                             | Bill Dellinger                             |
| Città del Messico 1968                                      | Mohammed Gammoudi                                           | Kipchoge Keino                             | Naftali Temu                               |
| Monaco di Baviera 1972                                      | Lasse Virén                                                 | Mohammed Gammoudi                          | Ian Stewart                                |
| Montréal 1976                                               | Lasse Virén                                                 | Dick Quax                                  | Klaus-Peter Hildenbrand                    |
| Mosca 1980                                                  | Miruts Yifter                                               | Suleiman Nyambui                           | Kaarlo Maaninka                            |
| Los Angeles 1984                                            | Saïd Aouita                                                 | Markus Ryffel                              | António Leitão                             |
| Seul 1988                                                   | John Ngugi                                                  | Dieter Baumann                             | Hansjörg Kunze                             |
| Barcellona 1992                                             | Dieter Baumann                                              | Paul Bitok                                 | Fita Bayisa                                |
| Atlanta 1996                                                | Vénuste Niyongabo                                           | Paul Bitok                                 | Khalid Boulami                             |
| Sydney 2000                                                 | Million Wolde                                               | Ali Saïdi-Sief                             | Brahim Lahlafi                             |
| Atene 2004                                                  | Hicham El Guerrouj                                          | Kenenisa Bekele                            | Eliud Kipchoge                             |
| Pechino 2008                                                | Kenenisa Bekele                                             | Eliud Kipchoge                             | Edwin Soi                                  |
| Londra 2012                                                 | Mohamed Farah                                               | Dejen Gebremeskel                          | Thomas Pkemei Longosiwa                    |
| Rio de Janeiro 2016                                         | Mohamed Farah                                               | Paul Chelimo                               | Hagos Gebrhiwet                            |
| Tokyo 2020                                                  | Joshua Cheptegei                                            | Mohammed Ahmed                             | Paul Chelimo                               |
| Parigi 2024                                                 | Jakob Ingebrigtsen                                          | Ronald Kwemoi                              | Grant Fisher                               |
| Atleta meglio premiato: Lasse Virén e Mohamed Farah (2/0/0) | Atleta meglio premiato: Lasse Virén e Mohamed Farah (2/0/0) | Nazione meglio premiata: Finlandia (7/4/2) | Nazione meglio premiata: Finlandia (7/4/2) |

#### 10000 metri piani
| Edizione                                                                             | Oro                                                                                  | Argento                                    | Bronzo |
| ------------------------------------------------------------------------------------ | ------------------------------------------------------------------------------------ | ------------------------------------------ | --- |
| Stoccolma 1912                                                                       | Hannes Kolehmainen                                                                   | Lewis Tewanima                             | Albin Stenroos |
| Anversa 1920                                                                         | Paavo Nurmi                                                                          | Joseph Guillemot                           | James Wilson |
| Parigi 1924                                                                          | Ville Ritola                                                                         | Edvin Wide                                 | Eero Berg |
| Amsterdam 1928                                                                       | Paavo Nurmi                                                                          | Ville Ritola                               | Edvin Wide |
| Los Angeles 1932                                                                     | Janusz Kusociński                                                                    | Volmari Iso-Hollo                          | Lasse Virtanen |
| Berlino 1936                                                                         | Ilmari Salminen                                                                      | Arvo Askola                                | Volmari Iso-Hollo |
| Londra 1948                                                                          | Emil Zátopek                                                                         | Alain Mimoun                               | Bertil Albertsson |
| Helsinki 1952                                                                        | Emil Zátopek                                                                         | Alain Mimoun                               | [[File: Flag of the Soviet Union (1936 – 1955).svg\|class=noviewer\| Unione Sovietica (bandiera)\|border\|20x16px]] Aleksandr Anufriev |
| Melbourne 1956                                                                       | Vladimir Kuc                                                                         | József Kovács                              | Allan Lawrence |
| Roma 1960                                                                            | Pëtr Bolotnikov                                                                      | Hans Grodotzki                             | Dave Power |
| Tokyo 1964                                                                           | Billy Mills                                                                          | Mohammed Gammoudi                          | Ron Clarke |
| Città del Messico 1968                                                               | Naftali Temu                                                                         | Mamo Wolde                                 | Mohammed Gammoudi |
| Monaco di Baviera 1972                                                               | Lasse Virén                                                                          | Emiel Puttemans                            | Miruts Yifter |
| Montréal 1976                                                                        | Lasse Virén                                                                          | Carlos Lopes                               | Brendan Foster |
| Mosca 1980                                                                           | Miruts Yifter                                                                        | Kaarlo Maaninka                            | Mohamed Kedir |
| Los Angeles 1984                                                                     | Alberto Cova                                                                         | Mike McLeod                                | Michael Musyoki |
| Seul 1988                                                                            | Brahim Boutayeb                                                                      | Salvatore Antibo                           | Kipkemboi Kimeli |
| Barcellona 1992                                                                      | Khalid Skah                                                                          | Richard Chelimo                            | Addis Abebe |
| Atlanta 1996                                                                         | Haile Gebrselassie                                                                   | Paul Tergat                                | Saleh Hissou |
| Sydney 2000                                                                          | Haile Gebrselassie                                                                   | Paul Tergat                                | Assefa Mezgebu |
| Atene 2004                                                                           | Kenenisa Bekele                                                                      | Sileshi Sihine                             | Zersenay Tadese |
| Pechino 2008                                                                         | Kenenisa Bekele                                                                      | Sileshi Sihine                             | Micah Kogo |
| Londra 2012                                                                          | Mohamed Farah                                                                        | Galen Rupp                                 | Tariku Bekele |
| Rio de Janeiro 2016                                                                  | Mohamed Farah                                                                        | Paul Tanui                                 | Tamirat Tola |
| Tokyo 2020                                                                           | Selemon Barega                                                                       | Joshua Cheptegei                           | Jacob Kiplimo |
| Parigi 2024                                                                          | Joshua Cheptegei                                                                     | Berihu Aregawi                             | Grant Fisher |
| Atleta meglio premiato: Nurmi e Virén, Zátopek, Gebrselassie e Bekele, Farah (2/0/0) | Atleta meglio premiato: Nurmi e Virén, Zátopek, Gebrselassie e Bekele, Farah (2/0/0) | Nazione meglio premiata: Finlandia (7/4/4) | Nazione meglio premiata: Finlandia (7/4/4)                                                                                             |

### Corse a ostacoli

#### 110 metri ostacoli
| Edizione                                                    | Oro                                                         | Argento                                         | Bronzo                                          |
| ----------------------------------------------------------- | ----------------------------------------------------------- | ----------------------------------------------- | ----------------------------------------------- |
| Atene 1896                                                  | Thomas Curtis                                               | Grantley Goulding                               | nessun altro partecipante                       |
| Parigi 1900                                                 | Alvin Kraenzlein                                            | John McLean                                     | Frederick Moloney                               |
| Saint Louis 1904                                            | Fred Schule                                                 | Thad Shideler                                   | Lesley Ashburner                                |
| Atene 1906                                                  | Robert Leavitt                                              | Alfred Healey                                   | Vincent Duncker                                 |
| Londra 1908                                                 | Forrest Smithson                                            | John Garrels                                    | Arthur Shaw                                     |
| Stoccolma 1912                                              | Fred Kelly                                                  | James Wendell                                   | Martin Hawkins                                  |
| Anversa 1920                                                | Tommy Thomson                                               | Harold Barron                                   | Fred Murray                                     |
| Parigi 1924                                                 | Dan Kinsey                                                  | Sid Atkinson                                    | Sten Pettersson                                 |
| Amsterdam 1928                                              | Sid Atkinson                                                | Steve Anderson                                  | John Collier                                    |
| Los Angeles 1932                                            | George Saling                                               | Percy Beard                                     | Don Finlay                                      |
| Berlino 1936                                                | Forrest Towns                                               | Don Finlay                                      | Fritz Pollard Jr.                               |
| Londra 1948                                                 | William Porter                                              | Clyde Scott                                     | Craig Dixon                                     |
| Helsinki 1952                                               | Harrison Dillard                                            | Jack Davis                                      | Arthur Barnard                                  |
| Melbourne 1956                                              | Lee Calhoun                                                 | Jack Davis                                      | Joel Shankle                                    |
| Roma 1960                                                   | Lee Calhoun                                                 | Willie May                                      | Hayes Jones                                     |
| Tokyo 1964                                                  | Hayes Jones                                                 | Blaine Lindgren                                 | Anatolij Michailov                              |
| Città del Messico 1968                                      | Willie Davenport                                            | Ervin Hall                                      | Eddy Ottoz                                      |
| Monaco di Baviera 1972                                      | Rod Milburn                                                 | Guy Drut                                        | Thomas Hill                                     |
| Montréal 1976                                               | Guy Drut                                                    | Alejandro Casañas                               | Willie Davenport                                |
| Mosca 1980                                                  | Thomas Munkelt                                              | Alejandro Casañas                               | Aleksandr Pučkov                                |
| Los Angeles 1984                                            | Roger Kingdom                                               | Greg Foster                                     | Arto Bryggare                                   |
| Seul 1988                                                   | Roger Kingdom                                               | Colin Jackson                                   | Tony Campbell                                   |
| Barcellona 1992                                             | Mark McKoy                                                  | Tony Dees                                       | Jack Pierce                                     |
| Atlanta 1996                                                | Allen Johnson                                               | Mark Crear                                      | Florian Schwarthoff                             |
| Sydney 2000                                                 | Anier García                                                | Terrence Trammell                               | Mark Crear                                      |
| Atene 2004                                                  | Liu Xiang                                                   | Terrence Trammell                               | Anier García                                    |
| Pechino 2008                                                | Dayron Robles                                               | David Payne                                     | David Oliver                                    |
| Londra 2012                                                 | Aries Merritt                                               | Jason Richardson                                | Hansle Parchment                                |
| Rio de Janeiro 2016                                         | Omar McLeod                                                 | Orlando Ortega                                  | Dimitri Bascou                                  |
| Tokyo 2020                                                  | Hansle Parchment                                            | Grant Holloway                                  | Ronald Levy                                     |
| Parigi 2024                                                 | Grant Holloway                                              | Daniel Roberts                                  | Rasheed Broadbell                               |
| Atleta meglio premiato: Lee Calhoun e Roger Kingdom (2/0/0) | Atleta meglio premiato: Lee Calhoun e Roger Kingdom (2/0/0) | Nazione meglio premiata: Stati Uniti (20/22/17) | Nazione meglio premiata: Stati Uniti (20/22/17) |

#### 400 metri ostacoli
| Edizione                                    | Oro                                         | Argento | Bronzo |
| ------------------------------------------- | ------------------------------------------- | --- | --- |
| Parigi 1900                                 | Walter Tewksbury                            | Henri Tauzin | George Orton |
| Saint Louis 1904                            | Harry Hillman                               | Frank Waller | George Poage |
| Londra 1908                                 | Charles Bacon                               | Harry Hillman | Leonard Tremeer |
| Stoccolma 1912                              | Evento non incluso nel programma olimpico   | Evento non incluso nel programma olimpico                                                                                             | Evento non incluso nel programma olimpico                                                                                              |
| Anversa 1920                                | Frank Loomis                                | John Norton | August Desch |
| Parigi 1924                                 | Morgan Taylor                               | Erik Wilén | Ivan Riley |
| Amsterdam 1928                              | David Burghley                              | Frank Cuhel | Morgan Taylor |
| Los Angeles 1932                            | Robert Tisdall                              | Glenn Hardin | Morgan Taylor |
| Berlino 1936                                | Glenn Hardin                                | John Loaring | Miguel White |
| Londra 1948                                 | Roy Cochran                                 | Duncan White | Rune Larsson |
| Helsinki 1952                               | Charles Moore                               | [[File: Flag of the Soviet Union (1936 – 1955).svg\|class=noviewer\| Unione Sovietica (bandiera)\|border\|20x16px]] Jurij Lituev      | John Holland |
| Melbourne 1956                              | Glenn Davis                                 | Eddie Southern | Josh Culbreath |
| Roma 1960                                   | Glenn Davis                                 | Clifton Cushman | Richard Howard |
| Tokyo 1964                                  | Warren Cawley                               | John Cooper | Salvatore Morale |
| Città del Messico 1968                      | David Hemery                                | Gerhard Hennige | John Sherwood |
| Monaco di Baviera 1972                      | John Akii-Bua                               | Ralph Mann | David Hemery |
| Montréal 1976                               | Edwin Moses                                 | Michael Shine | [[File: Flag of the Soviet Union (1936 – 1955).svg\|class=noviewer\| Unione Sovietica (bandiera)\|border\|20x16px]] Evgenij Gavrilenko |
| Mosca 1980                                  | Volker Beck                                 | [[File: Flag of the Soviet Union (1936 – 1955).svg\|class=noviewer\| Unione Sovietica (bandiera)\|border\|20x16px]] Vasilj Archipenko | Gary Oakes |
| Los Angeles 1984                            | Edwin Moses                                 | Danny Harris | Harald Schmid |
| Seul 1988                                   | André Phillips                              | Amadou Dia Bâ | Edwin Moses |
| Barcellona 1992                             | Kevin Young                                 | Winthrop Graham | Kriss Akabusi |
| Atlanta 1996                                | Derrick Adkins                              | Samuel Matete | Calvin Davis |
| Sydney 2000                                 | Angelo Taylor                               | Hadi Al-Somaily | Llewellyn Herbert |
| Atene 2004                                  | Félix Sánchez                               | Danny McFarlane | Naman Keïta |
| Pechino 2008                                | Angelo Taylor                               | Kerron Clement | Bershawn Jackson |
| Londra 2012                                 | Félix Sánchez                               | Michael Tinsley | Javier Culson |
| Rio de Janeiro 2016                         | Kerron Clement                              | Boniface Mucheru Tumuti | Yasmani Copello |
| Tokyo 2020                                  | Karsten Warholm                             | Rai Benjamin | Alison dos Santos |
| Parigi 2024                                 | Rai Benjamin                                | Karsten Warholm | Alison dos Santos |
| Atleta meglio premiato: Edwin Moses (2/0/1) | Atleta meglio premiato: Edwin Moses (2/0/1) | Nazione meglio premiata: Stati Uniti (20/13/10)                                                                                       | Nazione meglio premiata: Stati Uniti (20/13/10)                                                                                        |

#### 3000 metri siepi
| Edizione                                                                                | Oro                                                                                     | Argento | Bronzo                                  |
| --------------------------------------------------------------------------------------- | --------------------------------------------------------------------------------------- | --- | --------------------------------------- |
| Anversa 1920                                                                            | Percy Hodge                                                                             | Patrick Flynn | Ernesto Ambrosini                       |
| Parigi 1924                                                                             | Ville Ritola                                                                            | Elias Katz | Paul Bontemps                           |
| Amsterdam 1928                                                                          | Toivo Loukola                                                                           | Paavo Nurmi | Ove Andersen                            |
| Los Angeles 1932                                                                        | Volmari Iso-Hollo                                                                       | Tom Evenson | Joe McCluskey                           |
| Berlino 1936                                                                            | Volmari Iso-Hollo                                                                       | Kalle Tuominen | Alfred Dompert                          |
| Londra 1948                                                                             | Tore Sjöstrand                                                                          | Erik Elmsäter | Göte Hagström                           |
| Helsinki 1952                                                                           | Horace Ashenfelter                                                                      | [[File: Flag of the Soviet Union (1936 – 1955).svg\|class=noviewer\| Unione Sovietica (bandiera)\|border\|20x16px]] Vladimir Kazancev | John Disley                             |
| Melbourne 1956                                                                          | Chris Brasher                                                                           | Sándor Rozsnyói | Ernst Larsen                            |
| Roma 1960                                                                               | Zdzisław Krzyszkowiak                                                                   | Nikolaj Sokolov | Semen Ržiščin                           |
| Tokyo 1964                                                                              | Gaston Roelants                                                                         | Maurice Herriott | Ivan Beljaev                            |
| Città del Messico 1968                                                                  | Amos Biwott                                                                             | Benjamin Kogo | George Young                            |
| Monaco di Baviera 1972                                                                  | Kipchoge Keino                                                                          | Ben Jipcho | Tapio Kantanen                          |
| Montréal 1976                                                                           | Anders Gärderud                                                                         | Bronislaw Malinowski | Frank Baumgartl                         |
| Mosca 1980                                                                              | Bronislaw Malinowski                                                                    | Filbert Bayi | Eshetu Tura                             |
| Los Angeles 1984                                                                        | Julius Korir                                                                            | Joseph Mahmoud | Brian Diemer                            |
| Seul 1988                                                                               | Julius Kariuki                                                                          | Peter Koech | Mark Rowland                            |
| Barcellona 1992                                                                         | Matthew Birir                                                                           | Patrick Sang | William Mutwol                          |
| Atlanta 1996                                                                            | Joseph Keter                                                                            | Moses Kiptanui | Alessandro Lambruschini                 |
| Sydney 2000                                                                             | Reuben Kosgei                                                                           | Wilson Boit Kipketer | Ali Ezzine                              |
| Atene 2004                                                                              | Ezekiel Kemboi                                                                          | Brimin Kipruto | Paul Kipsiele Koech                     |
| Pechino 2008                                                                            | Brimin Kipruto                                                                          | Mahiedine Mekhissi-Benabbad | Richard Kipkemboi Mateelong             |
| Londra 2012                                                                             | Ezekiel Kemboi                                                                          | Mahiedine Mekhissi-Benabbad | Abel Kiprop Mutai                       |
| Rio de Janeiro 2016                                                                     | Conseslus Kipruto                                                                       | Evan Jager | Mahiedine Mekhissi-Benabbad             |
| Tokyo 2020                                                                              | Soufiane El-Bakkali                                                                     | Lamecha Girma | Benjamin Kigen                          |
| Parigi 2024                                                                             | Soufiane El Bakkali                                                                     | Kenneth Rooks | Abraham Kibiwot                         |
| Atleta meglio premiato: Volmari Iso-Hollo, Ezekiel Kemboi e Soufiane El Bakkali (2/0/0) | Atleta meglio premiato: Volmari Iso-Hollo, Ezekiel Kemboi e Soufiane El Bakkali (2/0/0) | Nazione meglio premiata: Kenya (11/7/6)                                                                                               | Nazione meglio premiata: Kenya (11/7/6) |

### Prove su strada

#### Marcia 20 km
| Edizione                                            | Oro                                                 | Argento                                           | Bronzo                                            |
| --------------------------------------------------- | --------------------------------------------------- | ------------------------------------------------- | ------------------------------------------------- |
| Melbourne 1956                                      | Leonid Spirin                                       | Antanas Mikėnas                                   | Bruno Junk                                        |
| Roma 1960                                           | Vladimir Golubničij                                 | Noel Freeman                                      | Stan Vickers                                      |
| Tokyo 1964                                          | Ken Matthews                                        | Dieter Lindner                                    | Vladimir Golubničij                               |
| Città del Messico 1968                              | Vladimir Golubničij                                 | José Pedraza                                      | Nikolaj Smaga                                     |
| Monaco di Baviera 1972                              | Peter Frenkel                                       | Vladimir Golubničij                               | Hans-Georg Reimann                                |
| Montréal 1976                                       | Daniel Bautista                                     | Hans-Georg Reimann                                | Peter Frenkel                                     |
| Mosca 1980                                          | Maurizio Damilano                                   | Pëtr Počenčuk                                     | Roland Wieser                                     |
| Los Angeles 1984                                    | Ernesto Canto                                       | Raúl González Rodríguez                           | Maurizio Damilano                                 |
| Seul 1988                                           | Jozef Pribilinec                                    | Ronald Weigel                                     | Maurizio Damilano                                 |
| Barcellona 1992                                     | Daniel Plaza                                        | Guillaume LeBlanc                                 | Giovanni De Benedictis                            |
| Atlanta 1996                                        | Jefferson Pérez                                     | Ilya Markov                                       | Bernardo Segura                                   |
| Sydney 2000                                         | Robert Korzeniowski                                 | Noé Hernández                                     | Vladimir Andreyev                                 |
| Atene 2004                                          | Ivano Brugnetti                                     | Francisco Javier Fernández                        | Nathan Deakes                                     |
| Pechino 2008                                        | Valeriy Borchin                                     | Jefferson Pérez                                   | Jared Tallent                                     |
| Londra 2012                                         | Chen Ding                                           | Erick Barrondo                                    | Wang Zhen                                         |
| Rio de Janeiro 2016                                 | Wang Zhen                                           | Cai Zelin                                         | Dane Bird-Smith                                   |
| Tokyo 2020                                          | Massimo Stano                                       | Koki Ikeda                                        | Toshikazu Yamanishi                               |
| Parigi 2024                                         | Brian Pintado                                       | Caio Bonfim                                       | Álvaro Martín                                     |
| Atleta meglio premiato: Vladimir Golubničij (2/1/1) | Atleta meglio premiato: Vladimir Golubničij (2/1/1) | Nazione meglio premiata: Unione Sovietica (3/3/3) | Nazione meglio premiata: Unione Sovietica (3/3/3) |

#### Maratona
| Edizione                                                   | Oro                                                        | Argento                                  | Bronzo                                   |
| ---------------------------------------------------------- | ---------------------------------------------------------- | ---------------------------------------- | ---------------------------------------- |
| Atene 1896                                                 | Spyridōn Louīs                                             | Charilaos Vasilakos                      | Gyula Kellner                            |
| Parigi 1900                                                | Michel Théato                                              | Émile Champion                           | Ernst Fast                               |
| Saint Louis 1904                                           | Thomas Hicks                                               | Albert Corey                             | Arthur L. Newton                         |
| Atene 1906                                                 | Billy Sherring                                             | John Svanberg                            | William Frank                            |
| Londra 1908                                                | Johnny Hayes                                               | Charles Hefferon                         | Joseph Forshaw                           |
| Stoccolma 1912                                             | Ken McArthur                                               | Christian Gitsham                        | Gaston Strobino                          |
| Anversa 1920                                               | Hannes Kolehmainen                                         | Jüri Lossmann                            | Valerio Arri                             |
| Parigi 1924                                                | Albin Stenroos                                             | Romeo Bertini                            | Clarence DeMar                           |
| Amsterdam 1928                                             | Boughéra El Ouafi                                          | Manuel Plaza                             | Martti Marttelin                         |
| Los Angeles 1932                                           | Juan Carlos Zabala                                         | Sam Ferris                               | Armas Toivonen                           |
| Berlino 1936                                               | Sohn Kee-chung                                             | Ernie Harper                             | Nam Sung-yong                            |
| Londra 1948                                                | Delfo Cabrera                                              | Tom Richards                             | Étienne Gailly                           |
| Helsinki 1952                                              | Emil Zátopek                                               | Reinaldo Gorno                           | Gustaf Jansson                           |
| Melbourne 1956                                             | Alain Mimoun                                               | Franjo Mihalić                           | Veikko Karvonen                          |
| Roma 1960                                                  | Abebe Bikila                                               | Rhadi Ben Abdesselam                     | Barry Magee                              |
| Tokyo 1964                                                 | Abebe Bikila                                               | Basil Heatley                            | Kōkichi Tsuburaya                        |
| Città del Messico 1968                                     | Mamo Wolde                                                 | Kenji Kimihara                           | Mike Ryan                                |
| Monaco di Baviera 1972                                     | Frank Shorter                                              | Karel Lismont                            | Mamo Wolde                               |
| Montréal 1976                                              | Waldemar Cierpinski                                        | Frank Shorter                            | Karel Lismont                            |
| Mosca 1980                                                 | Waldemar Cierpinski                                        | Gerard Nijboer                           | Satymkul Džumanazarov                    |
| Los Angeles 1984                                           | Carlos Lopes                                               | John Treacy                              | Charlie Spedding                         |
| Seul 1988                                                  | Gelindo Bordin                                             | Douglas Wakiihuri                        | Ahmed Salah                              |
| Barcellona 1992                                            | Hwang Young-cho                                            | Kōichi Morishita                         | Stephan Freigang                         |
| Atlanta 1996                                               | Josia Thugwane                                             | Lee Bong-ju                              | Erick Wainaina                           |
| Sydney 2000                                                | Gezahegne Abera                                            | Erick Wainaina                           | Tesfaye Tola                             |
| Atene 2004                                                 | Stefano Baldini                                            | Mebrahtom Keflezighi                     | Vanderlei de Lima                        |
| Pechino 2008                                               | Samuel Wanjiru                                             | Jaouad Gharib                            | Tsegay Kebede                            |
| Londra 2012                                                | Stephen Kiprotich                                          | Abel Kirui                               | Wilson Kipsang Kiprotich                 |
| Rio de Janeiro 2016                                        | Eliud Kipchoge                                             | Feyisa Lilesa                            | Galen Rupp                               |
| Tokyo 2020                                                 | Eliud Kipchoge                                             | Abdi Nageeye                             | Bashir Abdi                              |
| Parigi 2024                                                | Tamirat Tola                                               | Bashir Abdi                              | Benson Kipruto                           |
| Atleta meglio premiato: Bikila Cierpinski Kipchoge (2/0/0) | Atleta meglio premiato: Bikila Cierpinski Kipchoge (2/0/0) | Nazione meglio premiata: Etiopia (5/1/3) | Nazione meglio premiata: Etiopia (5/1/3) |

### Staffette

#### 4×100 metri
| Edizione                                      | Oro                       | Argento | Bronzo                    |
| --------------------------------------------- | ------------------------- | --- | ------------------------- |
| Stoccolma 1912                                | Gran Bretagna             | Svezia | —                         |
| Anversa 1920                                  | Stati Uniti               | Francia | Svezia                    |
| Parigi 1924                                   | Stati Uniti               | Gran Bretagna | Paesi Bassi               |
| Amsterdam 1928                                | Stati Uniti               | Germania | Gran Bretagna             |
| Los Angeles 1932                              | Stati Uniti               | Germania | Italia                    |
| Berlino 1936                                  | Stati Uniti               | Italia | Germania                  |
| Londra 1948                                   | Stati Uniti               | Gran Bretagna | Italia                    |
| Helsinki 1952                                 | Stati Uniti               | [[File: Flag of the Soviet Union (1936 – 1955).svg\|class=noviewer\| Unione Sovietica (bandiera)\|border\|20x16px]] [[Template:AggNaz/SUN 1936-1955 ai Giochi olimpici\| Unione Sovietica]] | Ungheria                  |
| Melbourne 1956                                | Stati Uniti               | Unione Sovietica | Squadra Unificata Tedesca |
| Roma 1960                                     | Squadra Unificata Tedesca | Unione Sovietica | Gran Bretagna             |
| Tokyo 1964                                    | Stati Uniti               | Polonia | Francia                   |
| Città del Messico 1968                        | Stati Uniti               | Cuba | Francia                   |
| Monaco di Baviera 1972                        | Stati Uniti               | Unione Sovietica | Germania Ovest            |
| Montréal 1976                                 | Stati Uniti               | Germania Est | Unione Sovietica          |
| Mosca 1980                                    | Unione Sovietica          | Polonia | Francia                   |
| Los Angeles 1984                              | Stati Uniti               | Giamaica | Canada                    |
| Seul 1988                                     | Unione Sovietica          | Gran Bretagna | Francia                   |
| Barcellona 1992                               | Stati Uniti               | Nigeria | Cuba                      |
| Atlanta 1996                                  | Canada                    | Stati Uniti | Brasile                   |
| Sydney 2000                                   | Stati Uniti               | Brasile | Cuba                      |
| Atene 2004                                    | Gran Bretagna             | Stati Uniti | Nigeria                   |
| Pechino 2008                                  | Trinidad e Tobago         | Giappone | Brasile                   |
| Londra 2012                                   | Giamaica                  | Trinidad e Tobago | Francia                   |
| Rio de Janeiro 2016                           | Giamaica                  | Giappone | Canada                    |
| Tokyo 2020                                    | Italia                    | Canada | Cina                      |
| Parigi 2024                                   | Canada                    | Sudafrica | Gran Bretagna             |
| Nazione meglio premiata: Stati Uniti (15/2/0) |                           | |                           |

#### 4×400 metri
| Edizione                                      | Oro              | Argento                   | Bronzo            |
| --------------------------------------------- | ---------------- | ------------------------- | ----------------- |
| Stoccolma 1912                                | Stati Uniti      | Francia                   | Gran Bretagna     |
| Anversa 1920                                  | Gran Bretagna    | Sudafrica                 | Francia           |
| Parigi 1924                                   | Stati Uniti      | Svezia                    | Gran Bretagna     |
| Amsterdam 1928                                | Stati Uniti      | Germania                  | Canada            |
| Los Angeles 1932                              | Stati Uniti      | Gran Bretagna             | Canada            |
| Berlino 1936                                  | Gran Bretagna    | Stati Uniti               | Germania          |
| Londra 1948                                   | Stati Uniti      | Francia                   | Svezia            |
| Helsinki 1952                                 | Giamaica         | Stati Uniti               | Germania          |
| Melbourne 1956                                | Stati Uniti      | Australia                 | Gran Bretagna     |
| Roma 1960                                     | Stati Uniti      | Squadra Unificata Tedesca | Indie Occidentali |
| Tokyo 1964                                    | Stati Uniti      | Gran Bretagna             | Trinidad e Tobago |
| Città del Messico 1968                        | Stati Uniti      | Kenya                     | Germania Ovest    |
| Monaco di Baviera 1972                        | Kenya            | Gran Bretagna             | Francia           |
| Montréal 1976                                 | Stati Uniti      | Polonia                   | Germania Ovest    |
| Mosca 1980                                    | Unione Sovietica | Germania Est              | Italia            |
| Los Angeles 1984                              | Stati Uniti      | Gran Bretagna             | Nigeria           |
| Seul 1988                                     | Stati Uniti      | Giamaica                  | Germania Ovest    |
| Barcellona 1992                               | Stati Uniti      | Cuba                      | Gran Bretagna     |
| Atlanta 1996                                  | Stati Uniti      | Gran Bretagna             | Giamaica          |
| Sydney 2000                                   | Nigeria          | Giamaica                  | Bahamas           |
| Atene 2004                                    | Stati Uniti      | Australia                 | Nigeria           |
| Pechino 2008                                  | Stati Uniti      | Bahamas                   | Gran Bretagna     |
| Londra 2012                                   | Bahamas          | Stati Uniti               | Trinidad e Tobago |
| Rio de Janeiro 2016                           | Stati Uniti      | Giamaica                  | Bahamas           |
| Tokyo 2020                                    | Stati Uniti      | Paesi Bassi               | Botswana          |
| Parigi 2024                                   | Stati Uniti      | Botswana                  | Gran Bretagna     |
| Nazione meglio premiata: Stati Uniti (19/3/0) |                  |                           |                   |

### Salti

#### Salto in alto
| Edizione                                           | Oro                                                | Argento                                        | Bronzo                                         |
| -------------------------------------------------- | -------------------------------------------------- | ---------------------------------------------- | ---------------------------------------------- |
| Atene 1896                                         | Ellery Clark                                       | Bob Garrett                                    | —                                              |
| Atene 1896                                         | Ellery Clark                                       | James Connolly                                 | —                                              |
| Parigi 1900                                        | Irving Baxter                                      | Pat Leahy                                      | Lajos Gönczy                                   |
| Saint Louis 1904                                   | Samuel Jones                                       | Garrett Serviss                                | Paul Weinstein                                 |
| Atene 1906                                         | Con Leahy                                          | Lajos Gönczy                                   | Herbert Kerrigan                               |
| Atene 1906                                         | Con Leahy                                          | Lajos Gönczy                                   | Themistoklis Diakidis                          |
| Londra 1908                                        | Harry Porter                                       | Con Leahy                                      | —                                              |
| Londra 1908                                        | Harry Porter                                       | István Somodi                                  | —                                              |
| Londra 1908                                        | Harry Porter                                       | Géo André                                      | —                                              |
| Stoccolma 1912                                     | Alma Richards                                      | Hans Liesche                                   | George Horine                                  |
| Anversa 1920                                       | Richmond Landon                                    | Harold Muller                                  | Bo Ekelund                                     |
| Parigi 1924                                        | Harold Osborn                                      | Leroy Brown                                    | Pierre Lewden                                  |
| Amsterdam 1928                                     | Bob King                                           | Benjamin Hedges                                | Claude Ménard                                  |
| Los Angeles 1932                                   | Duncan McNaughton                                  | Bob van Osdel                                  | Simeon Toribio                                 |
| Berlino 1936                                       | Cornelius Johnson                                  | Dave Albritton                                 | Delos Thurber                                  |
| Londra 1948                                        | John Winter                                        | Bjørn Paulson                                  | George Stanich                                 |
| Helsinki 1952                                      | Walt Davis                                         | Ken Wiesner                                    | José da Conceição                              |
| Melbourne 1956                                     | Charles Dumas                                      | Chilla Porter                                  | Igor' Kaškarov                                 |
| Roma 1960                                          | Robert Šavlakadze                                  | Valerij Brumel'                                | John Thomas                                    |
| Tokyo 1964                                         | Valerij Brumel'                                    | John Thomas                                    | John Rambo                                     |
| Città del Messico 1968                             | Dick Fosbury                                       | Ed Caruthers                                   | Valentin Gavrilov                              |
| Monaco di Baviera 1972                             | Jüri Tarmak                                        | Stefan Junge                                   | Dwight Stones                                  |
| Montréal 1976                                      | Jacek Wszoła                                       | Greg Joy                                       | Dwight Stones                                  |
| Mosca 1980                                         | Gerd Wessig                                        | Jacek Wszoła                                   | Jörg Freimuth                                  |
| Los Angeles 1984                                   | Dietmar Mögenburg                                  | Patrik Sjöberg                                 | Zhu Jianhua                                    |
| Seul 1988                                          | Gennadij Avdeenko                                  | Hollis Conway                                  | Patrik Sjöberg                                 |
| Seul 1988                                          | Gennadij Avdeenko                                  | Hollis Conway                                  | Rudol'f Povarnicyn                             |
| Barcellona 1992                                    | Javier Sotomayor                                   | Patrik Sjöberg                                 | Hollis Conway                                  |
| Barcellona 1992                                    | Javier Sotomayor                                   | Patrik Sjöberg                                 | Tim Forsyth                                    |
| Barcellona 1992                                    | Javier Sotomayor                                   | Patrik Sjöberg                                 | Artur Partyka                                  |
| Atlanta 1996                                       | Charles Austin                                     | Artur Partyka                                  | Steve Smith                                    |
| Sydney 2000                                        | Sergej Kljugin                                     | Javier Sotomayor                               | Abderrahmane Hammad                            |
| Atene 2004                                         | Stefan Holm                                        | Matt Hemingway                                 | Jaroslav Bába                                  |
| Pechino 2008                                       | Andrej Sil'nov                                     | Germaine Mason                                 | Jaroslav Rybakov                               |
| Londra 2012                                        | Erik Kynard                                        | Mutaz Essa Barshim                             | —                                              |
| Londra 2012                                        | Erik Kynard                                        | Derek Drouin                                   | —                                              |
| Londra 2012                                        | Erik Kynard                                        | Robert Grabarz                                 | —                                              |
| Rio de Janeiro 2016                                | Derek Drouin                                       | Mutaz Essa Barshim                             | Bohdan Bondarenko                              |
| Tokyo 2020                                         | Gianmarco Tamberi                                  | —                                              | Maksim Nedasekaŭ                               |
| Tokyo 2020                                         | Mutaz Essa Barshim                                 | —                                              | Maksim Nedasekaŭ                               |
| Parigi 2024                                        | Hamish Kerr                                        | Shelby McEwen                                  | Mutaz Essa Barshim                             |
| Atleta meglio premiato: Mutaz Essa Barshim (1/2/1) | Atleta meglio premiato: Mutaz Essa Barshim (1/2/1) | Nazione meglio premiata: Stati Uniti (13/15/8) | Nazione meglio premiata: Stati Uniti (13/15/8) |

#### Salto con l'asta
| Edizione                                     | Oro                                          | Argento                                         | Bronzo                                          |
| -------------------------------------------- | -------------------------------------------- | ----------------------------------------------- | ----------------------------------------------- |
| Atene 1896                                   | Bill Hoyt                                    | Albert Tyler                                    | Evangelos Damaskos                              |
| Atene 1896                                   | Bill Hoyt                                    | Albert Tyler                                    | Ioannis Theodoropoulos                          |
| Parigi 1900                                  | Irving Baxter                                | Meredith Colket                                 | Carl Albert Andersen                            |
| Saint Louis 1904                             | Charles Dvorak                               | LeRoy Samse                                     | Louis Wilkins                                   |
| Atene 1906                                   | Fernand Gonder                               | Bruno Söderström                                | Edward Glover                                   |
| Londra 1908                                  | Alfred Gilbert                               | —                                               | Ed Archibald                                    |
| Londra 1908                                  | Edward Cooke                                 | —                                               | Charles Jacobs                                  |
| Londra 1908                                  | Edward Cooke                                 | —                                               | Bruno Söderström                                |
| Stoccolma 1912                               | Harry Babcock                                | Frank Nelson                                    | William Halpenny                                |
| Stoccolma 1912                               | Harry Babcock                                | Marc Wright                                     | Bertil Uggla                                    |
| Stoccolma 1912                               | Harry Babcock                                | Marc Wright                                     | Frank Murphy                                    |
| Anversa 1920                                 | Frank Foss                                   | Henry Petersen                                  | Edwin Myers                                     |
| Parigi 1924                                  | Lee Barnes                                   | Glenn Graham                                    | James Brooker                                   |
| Amsterdam 1928                               | Sabin Carr                                   | William Droegemueller                           | Charles McGinnis                                |
| Los Angeles 1932                             | Bill Miller                                  | Shūhei Nishida                                  | George Jefferson                                |
| Berlino 1936                                 | Earle Meadows                                | Shūhei Nishida                                  | Sueo Ōe                                         |
| Londra 1948                                  | Guinn Smith                                  | Erkki Kataja                                    | Bob Richards                                    |
| Helsinki 1952                                | Bob Richards                                 | Don Laz                                         | Ragnar Lundberg                                 |
| Melbourne 1956                               | Bob Richards                                 | Bob Gutowski                                    | Geōrgios Roumpanīs                              |
| Roma 1960                                    | Don Bragg                                    | Ron Morris                                      | Eeles Landström                                 |
| Tokyo 1964                                   | Fred Hansen                                  | Wolfgang Reinhardt                              | Klaus Lehnertz                                  |
| Città del Messico 1968                       | Bob Seagren                                  | Claus Schiprowski                               | Wolfgang Nordwig                                |
| Monaco di Baviera 1972                       | Wolfgang Nordwig                             | Bob Seagren                                     | Jan Johnson                                     |
| Montréal 1976                                | Tadeusz Ślusarski                            | Antti Kalliomäki                                | David Roberts                                   |
| Mosca 1980                                   | Władysław Kozakiewicz                        | Tadeusz Ślusarski                               | —                                               |
| Mosca 1980                                   | Władysław Kozakiewicz                        | Konstantin Volkov                               | —                                               |
| Los Angeles 1984                             | Pierre Quinon                                | Mike Tully                                      | Thierry Vigneron                                |
| Los Angeles 1984                             | Pierre Quinon                                | Mike Tully                                      | Earl Bell                                       |
| Seul 1988                                    | Sergej Bubka                                 | Rodion Gataullin                                | Grigorij Egorov                                 |
| Barcellona 1992                              | Maksim Tarasov                               | Igor' Trandenkov                                | Javier García-Chico                             |
| Atlanta 1996                                 | Jean Galfione                                | Igor' Trandenkov                                | Andrei Tivontchik                               |
| Sydney 2000                                  | Nick Hysong                                  | Lawrence Johnson                                | Maksim Tarasov                                  |
| Atene 2004                                   | Tim Mack                                     | Toby Stevenson                                  | Giuseppe Gibilisco                              |
| Pechino 2008                                 | Steve Hooker                                 | Evgenij Luk'janenko                             | Derek Miles                                     |
| Londra 2012                                  | Renaud Lavillenie                            | Björn Otto                                      | Raphael Holzdeppe                               |
| Rio de Janeiro 2016                          | Thiago Braz da Silva                         | Renaud Lavillenie                               | Sam Kendricks                                   |
| Tokyo 2020                                   | Armand Duplantis                             | Chris Nilsen                                    | Thiago Braz da Silva                            |
| Parigi 2024                                  | Armand Duplantis                             | Sam Kendricks                                   | Emmanouīl Karalīs                               |
| Atleta meglio premiato: Bob Richards (2/0/1) | Atleta meglio premiato: Bob Richards (2/0/1) | Nazione meglio premiata: Stati Uniti (18/15/12) | Nazione meglio premiata: Stati Uniti (18/15/12) |

#### Salto in lungo
| Edizione                                   | Oro                                        | Argento                                         | Bronzo                                          |
| ------------------------------------------ | ------------------------------------------ | ----------------------------------------------- | ----------------------------------------------- |
| Atene 1896                                 | Ellery Clark                               | Bob Garrett                                     | James Connolly                                  |
| Parigi 1900                                | Alvin Kraenzlein                           | Meyer Prinstein                                 | Pat Leahy                                       |
| Saint Louis 1904                           | Meyer Prinstein                            | Dan Frank                                       | Robert Stangland                                |
| Atene 1906                                 | Meyer Prinstein                            | Peter O'Connor                                  | Hugo Friend                                     |
| Londra 1908                                | Frank Irons                                | Daniel Kelly                                    | Calvin Bricker                                  |
| Stoccolma 1912                             | Albert Gutterson                           | Calvin Bricker                                  | Georg Åberg                                     |
| Anversa 1920                               | William Petersson                          | Carl Johnson                                    | Erik Abrahamsson                                |
| Parigi 1924                                | DeHart Hubbard                             | Edward Gourdin                                  | Sverre Hansen                                   |
| Amsterdam 1928                             | Ed Hamm                                    | Silvio Cator                                    | Al Bates                                        |
| Los Angeles 1932                           | Ed Gordon                                  | Lambert Redd                                    | Chūhei Nanbu                                    |
| Berlino 1936                               | Jesse Owens                                | Luz Long                                        | Naoto Tajima                                    |
| Londra 1948                                | Willie Steele                              | Theo Bruce                                      | Herb Douglas                                    |
| Helsinki 1952                              | Jerome Biffle                              | Meredith Gourdine                               | Ödön Földessy                                   |
| Melbourne 1956                             | Greg Bell                                  | John Bennett                                    | Jorma Valkama                                   |
| Roma 1960                                  | Ralph Boston                               | Irvin Roberson                                  | Igor' Ter-Ovanesjan                             |
| Tokyo 1964                                 | Lynn Davies                                | Ralph Boston                                    | Igor' Ter-Ovanesjan                             |
| Città del Messico 1968                     | Bob Beamon                                 | Klaus Beer                                      | Ralph Boston                                    |
| Monaco di Baviera 1972                     | Randy Williams                             | Hans Baumgartner                                | Arnie Robinson                                  |
| Montréal 1976                              | Arnie Robinson                             | Randy Williams                                  | Frank Wartenberg                                |
| Mosca 1980                                 | Lutz Dombrowski                            | Frank Paschek                                   | Valerij Podlužnyj                               |
| Los Angeles 1984                           | Carl Lewis                                 | Gary Honey                                      | Giovanni Evangelisti                            |
| Seul 1988                                  | Carl Lewis                                 | Mike Powell                                     | Larry Myricks                                   |
| Barcellona 1992                            | Carl Lewis                                 | Mike Powell                                     | Joe Greene                                      |
| Atlanta 1996                               | Carl Lewis                                 | James Beckford                                  | Joe Greene                                      |
| Sydney 2000                                | Iván Pedroso                               | Jai Taurima                                     | Roman Ščurenko                                  |
| Atene 2004                                 | Dwight Phillips                            | John Moffitt                                    | Joan Lino Martínez                              |
| Pechino 2008                               | Irving Saladino                            | Khotso Mokoena                                  | Ibrahim Camejo                                  |
| Londra 2012                                | Greg Rutherford                            | Mitchell Watt                                   | Will Claye                                      |
| Rio de Janeiro 2016                        | Jeff Henderson                             | Luvo Manyonga                                   | Greg Rutherford                                 |
| Tokyo 2020                                 | Miltiadīs Tentoglou                        | Juan Miguel Echevarría                          | Maykel Massó                                    |
| Parigi 2024                                | Miltiadīs Tentoglou                        | Wayne Pinnock                                   | Mattia Furlani                                  |
| Atleta meglio premiato: Carl Lewis (4/0/0) | Atleta meglio premiato: Carl Lewis (4/0/0) | Nazione meglio premiata: Stati Uniti (22/15/10) | Nazione meglio premiata: Stati Uniti (22/15/10) |

#### Salto triplo
| Edizione                                      | Oro                                           | Argento | Bronzo                                       |
| --------------------------------------------- | --------------------------------------------- | --- | -------------------------------------------- |
| Atene 1896                                    | James Connolly                                | Alexandre Tuffère | Ioannis Persakis                             |
| Parigi 1900                                   | Meyer Prinstein                               | James Connolly | Lewis Sheldon                                |
| Saint Louis 1904                              | Meyer Prinstein                               | Fred Engelhardt | Robert Stangland                             |
| Atene 1906                                    | Peter O'Connor                                | Con Leahy | Thomas Cronan                                |
| Londra 1908                                   | Timothy Ahearne                               | Garfield MacDonald | Edvard Larsen                                |
| Stoccolma 1912                                | Gustaf Lindblom                               | Georg Åberg | Erik Almlöf                                  |
| Anversa 1920                                  | Ville Tuulos                                  | Folke Janson | Erik Almlöf                                  |
| Parigi 1924                                   | Nick Winter                                   | Luis Brunetto | Ville Tuulos                                 |
| Amsterdam 1928                                | Mikio Oda                                     | Levi Casey | Ville Tuulos                                 |
| Los Angeles 1932                              | Chūhei Nanbu                                  | Eric Svensson | Kenkichi Ōshima                              |
| Berlino 1936                                  | Naoto Tajima                                  | Masao Harada | Jack Metcalfe                                |
| Londra 1948                                   | Arne Åhman                                    | George Avery | Ruhi Sarıalp                                 |
| Helsinki 1952                                 | Adhemar da Silva                              | [[File: Flag of the Soviet Union (1936 – 1955).svg\|class=noviewer\| Unione Sovietica (bandiera)\|border\|20x16px]] Leonid Ščerbakov | Asnoldo Devonish                             |
| Melbourne 1956                                | Adhemar da Silva                              | Vilhjálmur Einarsson | Vitol'd Kreer                                |
| Roma 1960                                     | Józef Szmidt                                  | Vladimir Gorjaev | Vitol'd Kreer                                |
| Tokyo 1964                                    | Józef Szmidt                                  | Oleg Fedoseev | Viktor Kravčenko                             |
| Città del Messico 1968                        | Viktor Saneev                                 | Nélson Prudêncio | Giuseppe Gentile                             |
| Monaco di Baviera 1972                        | Viktor Saneev                                 | Jörg Drehmel | Nélson Prudêncio                             |
| Montréal 1976                                 | Viktor Saneev                                 | James Butts | João Carlos de Oliveira                      |
| Mosca 1980                                    | Jaak Uudmäe                                   | Viktor Saneev | João Carlos de Oliveira                      |
| Los Angeles 1984                              | Al Joyner                                     | Mike Conley | Keith Connor                                 |
| Seul 1988                                     | Hristo Markov                                 | Igor' Lapšin | Aljaksandr Kavalenka                         |
| Barcellona 1992                               | Mike Conley                                   | Charlie Simpkins | Frank Rutherford                             |
| Atlanta 1996                                  | Kenny Harrison                                | Jonathan Edwards | Yoelbi Quesada                               |
| Sydney 2000                                   | Jonathan Edwards                              | Yoel García | Denis Kapustin                               |
| Atene 2004                                    | Christian Olsson                              | Marian Oprea | Daniil Burkenja                              |
| Pechino 2008                                  | Nelson Évora                                  | Phillips Idowu | Leevan Sands                                 |
| Londra 2012                                   | Christian Taylor                              | Will Claye | Fabrizio Donato                              |
| Rio de Janeiro 2016                           | Christian Taylor                              | Will Claye | Dong Bin                                     |
| Tokyo 2020                                    | Pedro Pichardo                                | Zhu Yaming | Hugues Fabrice Zango                         |
| Parigi 2024                                   | Jordan Díaz                                   | Pedro Pichardo | Andy Díaz                                    |
| Atleta meglio premiato: Viktor Saneev (3/1/0) | Atleta meglio premiato: Viktor Saneev (3/1/0) | Nazione meglio premiata: Stati Uniti (8/8/2)                                                                                         | Nazione meglio premiata: Stati Uniti (8/8/2) |

### Lanci

#### Getto del peso
| Edizione                                     | Oro                                          | Argento                                         | Bronzo                                          |
| -------------------------------------------- | -------------------------------------------- | ----------------------------------------------- | ----------------------------------------------- |
| Atene 1896                                   | Bob Garrett                                  | Miltiadīs Gouskos                               | Georgios Papasideris                            |
| Parigi 1900                                  | Richard Sheldon                              | Josiah McCracken                                | Bob Garrett                                     |
| Saint Louis 1904                             | Ralph Rose                                   | Wesley Coe                                      | Leon Feuerbach                                  |
| Atene 1906                                   | Martin Sheridan                              | Mihály Dávid                                    | Eric Lemming                                    |
| Londra 1908                                  | Ralph Rose                                   | Denis Horgan                                    | John Garrels                                    |
| Stoccolma 1912                               | Patrick McDonald                             | Ralph Rose                                      | Lawrence Whitney                                |
| Anversa 1920                                 | Ville Pörhölä                                | Elmer Niklander                                 | Harry Liversedge                                |
| Parigi 1924                                  | Clarence Houser                              | Glenn Hartranft                                 | Ralph Hills                                     |
| Amsterdam 1928                               | John Kuck                                    | Herman Brix                                     | Emil Hirschfeld                                 |
| Los Angeles 1932                             | Leo Sexton                                   | Harlow Rothert                                  | František Douda                                 |
| Berlino 1936                                 | Hans Woellke                                 | Sulo Bärlund                                    | Gerhard Stöck                                   |
| Londra 1948                                  | Wilbur Thompson                              | Francis Delaney                                 | Jim Fuchs                                       |
| Helsinki 1952                                | Parry O'Brien                                | Darrow Hooper                                   | Jim Fuchs                                       |
| Melbourne 1956                               | Parry O'Brien                                | William Nieder                                  | Jiří Skobla                                     |
| Roma 1960                                    | William Nieder                               | Parry O'Brien                                   | Dallas Long                                     |
| Tokyo 1964                                   | Dallas Long                                  | Randy Matson                                    | Vilmos Varjú                                    |
| Città del Messico 1968                       | Randy Matson                                 | George Woods                                    | Èduard Guščin                                   |
| Monaco di Baviera 1972                       | Władysław Komar                              | George Woods                                    | Hartmut Briesenick                              |
| Montréal 1976                                | Udo Beyer                                    | Evgenij Mironov                                 | Aleksandr Baryšnikov                            |
| Mosca 1980                                   | Vladimir Kiselёv                             | Aleksandr Baryšnikov                            | Udo Beyer                                       |
| Los Angeles 1984                             | Alessandro Andrei                            | Mike Carter                                     | Dave Laut                                       |
| Seul 1988                                    | Ulf Timmermann                               | Randy Barnes                                    | Werner Günthör                                  |
| Barcellona 1992                              | Mike Stulce                                  | Jim Doehring                                    | Vjačeslav Lycho                                 |
| Atlanta 1996                                 | Randy Barnes                                 | John Godina                                     | Oleksandr Bagach                                |
| Sydney 2000                                  | Arsi Harju                                   | Adam Nelson                                     | John Godina                                     |
| Atene 2004                                   | Adam Nelson                                  | Joachim Olsen                                   | Manuel Martínez                                 |
| Pechino 2008                                 | Tomasz Majewski                              | Christian Cantwell                              | Dylan Armstrong                                 |
| Londra 2012                                  | Tomasz Majewski                              | David Storl                                     | Reese Hoffa                                     |
| Rio de Janeiro 2016                          | Ryan Crouser                                 | Joe Kovacs                                      | Tomas Walsh                                     |
| Tokyo 2020                                   | Ryan Crouser                                 | Joe Kovacs                                      | Tomas Walsh                                     |
| Parigi 2024                                  | Ryan Crouser                                 | Joe Kovacs                                      | Rajindra Campbell                               |
| Atleta meglio premiato: Ryan Crouser (3/0/0) | Atleta meglio premiato: Ryan Crouser (3/0/0) | Nazione meglio premiata: Stati Uniti (20/22/12) | Nazione meglio premiata: Stati Uniti (20/22/12) |

#### Lancio del disco
| Edizione                                      | Oro                                           | Argento                                        | Bronzo                                         |
| --------------------------------------------- | --------------------------------------------- | ---------------------------------------------- | ---------------------------------------------- |
| Atene 1896                                    | Bob Garrett                                   | Panagiōtīs Paraskeuopoulos                     | Sotirios Versis                                |
| Parigi 1900                                   | Rudolf Bauer                                  | František Janda-Suk                            | Richard Sheldon                                |
| Saint Louis 1904                              | Martin Sheridan                               | Ralph Rose                                     | Nikolaos Georgantas                            |
| Atene 1906                                    | Martin Sheridan                               | Nikolaos Georgantas                            | Verner Järvinen                                |
| Londra 1908                                   | Martin Sheridan                               | Merritt Giffin                                 | Marquis Horr                                   |
| Stoccolma 1912                                | Armas Taipale                                 | Richard Byrd                                   | James Duncan                                   |
| Anversa 1920                                  | Elmer Niklander                               | Armas Taipale                                  | Gus Pope                                       |
| Parigi 1924                                   | Clarence Houser                               | Vilho Niittymaa                                | Thomas Lieb                                    |
| Amsterdam 1928                                | Clarence Houser                               | Antero Kivi                                    | James Corson                                   |
| Los Angeles 1932                              | John Anderson                                 | Henri Laborde                                  | Paul Winter                                    |
| Berlino 1936                                  | Kenneth Carpenter                             | Gordon Dunn                                    | Giorgio Oberweger                              |
| Londra 1948                                   | Adolfo Consolini                              | Giuseppe Tosi                                  | Fortune Gordien                                |
| Helsinki 1952                                 | Simeon Iness                                  | Adolfo Consolini                               | James Dillion                                  |
| Melbourne 1956                                | Alfred Oerter                                 | Fortune Gordien                                | Desmond Koch                                   |
| Roma 1960                                     | Alfred Oerter                                 | Richard Babka                                  | Dick Cochran                                   |
| Tokyo 1964                                    | Alfred Oerter                                 | Ludvík Daněk                                   | David Weill                                    |
| Città del Messico 1968                        | Alfred Oerter                                 | Lothar Milde                                   | Ludvík Daněk                                   |
| Monaco di Baviera 1972                        | Ludvík Daněk                                  | Jay Silvester                                  | Ricky Bruch                                    |
| Montréal 1976                                 | Mac Wilkins                                   | Wolfgang Schmidt                               | John Powell                                    |
| Mosca 1980                                    | Viktor Raščupkin                              | Imrich Bugár                                   | Luis Delís                                     |
| Los Angeles 1984                              | Rolf Danneberg                                | Mac Wilkins                                    | John Powell                                    |
| Seul 1988                                     | Jürgen Schult                                 | Romas Ubartas                                  | Rolf Danneberg                                 |
| Barcellona 1992                               | Romas Ubartas                                 | Jürgen Schult                                  | Roberto Moya                                   |
| Atlanta 1996                                  | Lars Riedel                                   | Uladzimir Dubroŭščyk                           | Vasil' Kapcjuch                                |
| Sydney 2000                                   | Virgilijus Alekna                             | Lars Riedel                                    | Frantz Kruger                                  |
| Atene 2004                                    | Virgilijus Alekna                             | Zoltán Kővágó                                  | Aleksander Tammert                             |
| Pechino 2008                                  | Gerd Kanter                                   | Piotr Małachowski                              | Virgilijus Alekna                              |
| Londra 2012                                   | Robert Harting                                | Ehsan Hadadi                                   | Gerd Kanter                                    |
| Rio de Janeiro 2016                           | Christoph Harting                             | Piotr Małachowski                              | Daniel Jasinski                                |
| Tokyo 2020                                    | Daniel Ståhl                                  | Simon Pettersson                               | Lukas Weißhaidinger                            |
| Parigi 2024                                   | Rojé Stona                                    | Mykolas Alekna                                 | Matthew Denny                                  |
| Atleta meglio premiato: Alfred Oerter (4/0/0) | Atleta meglio premiato: Alfred Oerter (4/0/0) | Nazione meglio premiata: Stati Uniti (13/8/13) | Nazione meglio premiata: Stati Uniti (13/8/13) |

#### Lancio del martello
| Edizione                                      | Oro                                           | Argento                                      | Bronzo                                       |
| --------------------------------------------- | --------------------------------------------- | -------------------------------------------- | -------------------------------------------- |
| Parigi 1900                                   | John Flanagan                                 | Thomas Truxton Hare                          | Josiah McCracken                             |
| Saint Louis 1904                              | John Flanagan                                 | John DeWitt                                  | Ralph Rose                                   |
| Londra 1908                                   | John Flanagan                                 | Matthew McGrath                              | Cornelius Walsh                              |
| Stoccolma 1912                                | Matthew McGrath                               | Duncan Gillis                                | Clarence Childs                              |
| Anversa 1920                                  | Patrick Ryan                                  | Carl Johan Lind                              | Basil Bennett                                |
| Parigi 1924                                   | Frederic Tootell                              | Matthew McGrath                              | Malcolm Nokes                                |
| Amsterdam 1928                                | Patrick O'Callaghan                           | Ossian Skiöld                                | Edmund Black                                 |
| Los Angeles 1932                              | Patrick O'Callaghan                           | Ville Pörhölä                                | Peter Zaremba                                |
| Berlino 1936                                  | Karl Hein                                     | Erwin Blask                                  | Fred Warngård                                |
| Londra 1948                                   | Imre Németh                                   | Ivan Gubijan                                 | Robert Bennett                               |
| Helsinki 1952                                 | József Csermák                                | Karl Storch                                  | Imre Németh                                  |
| Melbourne 1956                                | Harold Connolly                               | Michail Krivonosov                           | Anatolij Samocvetov                          |
| Roma 1960                                     | Vasilij Rudenkov                              | Gyula Zsivótzky                              | Tadeusz Rut                                  |
| Tokyo 1964                                    | Romual'd Klim                                 | Gyula Zsivótzky                              | Uwe Beyer                                    |
| Città del Messico 1968                        | Gyula Zsivótzky                               | Romual'd Klim                                | Lázár Lovász                                 |
| Monaco di Baviera 1972                        | Anatolij Bondarčuk                            | Jochen Sachse                                | Vasilij Chmelevskij                          |
| Montréal 1976                                 | Jurij Sedych                                  | Aleksey Spiridonov                           | Anatolij Bondarčuk                           |
| Mosca 1980                                    | Jurij Sedych                                  | Sergej Litvinov                              | Jüri Tamm                                    |
| Los Angeles 1984                              | Juha Tiainen                                  | Karl-Hans Riehm                              | Klaus Ploghaus                               |
| Seul 1988                                     | Sergej Litvinov                               | Jurij Sedych                                 | Jüri Tamm                                    |
| Barcellona 1992                               | Andrej Abduvaliev                             | Ihar Astapkovič                              | Igor' Nikulin                                |
| Atlanta 1996                                  | Balázs Kiss                                   | Lance Deal                                   | Oleksandr Krykun                             |
| Sydney 2000                                   | Szymon Ziólkowski                             | Nicola Vizzoni                               | Igor Astapkovich                             |
| Atene 2004                                    | Kōji Murofushi                                | Non assegnato                                | Non assegnato                                |
| Pechino 2008                                  | Primož Kozmus                                 | Vadzim Dzevjatoŭski                          | Ivan Cichan                                  |
| Londra 2012                                   | Krisztián Pars                                | Primož Kozmus                                | Kōji Murofushi                               |
| Rio de Janeiro 2016                           | Dilšod Nazarov                                | Ivan Cichan                                  | Wojciech Nowicki                             |
| Tokyo 2020                                    | Wojciech Nowicki                              | Eivind Henriksen                             | Paweł Fajdek                                 |
| Parigi 2024                                   | Ethan Katzberg                                | Bence Halasz                                 | Mykhaylo Kokhan                              |
| Atleta meglio premiato: John Flanagan (3/0/0) | Atleta meglio premiato: John Flanagan (3/0/0) | Nazione meglio premiata: Stati Uniti (7/5/8) | Nazione meglio premiata: Stati Uniti (7/5/8) |

#### Lancio del giavellotto
| Edizione                                    | Oro                                         | Argento                                    | Bronzo                                     |
| ------------------------------------------- | ------------------------------------------- | ------------------------------------------ | ------------------------------------------ |
| Londra 1908                                 | Eric Lemming                                | Arne Halse                                 | Otto Nilsson                               |
| Stoccolma 1912                              | Eric Lemming                                | Juho Saaristo                              | Mór Kovács                                 |
| Anversa 1920                                | Jonni Myyrä                                 | Urho Peltonen                              | Paavo Jaale-Johansson                      |
| Parigi 1924                                 | Jonni Myyrä                                 | Gunnar Lindström                           | Eugene Oberst                              |
| Amsterdam 1928                              | Erik Lundqvist                              | Béla Szepes                                | Olav Sunde                                 |
| Los Angeles 1932                            | Matti Järvinen                              | Matti Sippala                              | Eino Penttilä                              |
| Berlino 1936                                | Gerhard Stöck                               | Yrjö Nikkanen                              | Kalervo Toivonen                           |
| Londra 1948                                 | Tapio Rautavaara                            | Steve Seymour                              | József Várszegi                            |
| Helsinki 1952                               | Cyrus Young                                 | Bill Miller                                | Toivo Hyytiäinen                           |
| Melbourne 1956                              | Egil Danielsen                              | Janusz Sidło                               | Viktor Cybulenko                           |
| Roma 1960                                   | Viktor Cybulenko                            | Walter Krüger                              | Gergely Kulcsár                            |
| Tokyo 1964                                  | Pauli Nevala                                | Gergely Kulcsár                            | Jānis Lūsis                                |
| Città del Messico 1968                      | Jānis Lūsis                                 | Jorma Kinnunen                             | Gergely Kulcsár                            |
| Monaco di Baviera 1972                      | Klaus Wolfermann                            | Jānis Lūsis                                | Bill Schmidt                               |
| Montréal 1976                               | Miklós Németh                               | Hannu Siitonen                             | Gheorghe Megelea                           |
| Mosca 1980                                  | Dainis Kūla                                 | Aleksandr Makarov                          | Wolfgang Hanisch                           |
| Los Angeles 1984                            | Arto Härkönen                               | Dave Ottley                                | Kenth Eldebrink                            |
| Seul 1988                                   | Tapio Korjus                                | Jan Železný                                | Seppo Räty                                 |
| Barcellona 1992                             | Jan Železný                                 | Seppo Räty                                 | Steve Backley                              |
| Atlanta 1996                                | Jan Železný                                 | Steve Backley                              | Seppo Räty                                 |
| Sydney 2000                                 | Jan Železný                                 | Steve Backley                              | Sergej Makarov                             |
| Atene 2004                                  | Andreas Thorkildsen                         | Vadims Vasiļevskis                         | Sergej Makarov                             |
| Pechino 2008                                | Andreas Thorkildsen                         | Ainārs Kovals                              | Tero Pitkämäki                             |
| Londra 2012                                 | Keshorn Walcott                             | Antti Ruuskanen                            | Vítězslav Veselý                           |
| Rio de Janeiro 2016                         | Thomas Röhler                               | Julius Yego                                | Keshorn Walcott                            |
| Tokyo 2020                                  | Neeraj Chopra                               | Jakub Vadlejch                             | Vítězslav Veselý                           |
| Parigi 2024                                 | Arshad Nadeem                               | Neeraj Chopra                              | Anderson Peters                            |
| Atleta meglio premiato: Jan Železný (3/1/0) | Atleta meglio premiato: Jan Železný (3/1/0) | Nazione meglio premiata: Finlandia (7/6/8) | Nazione meglio premiata: Finlandia (7/6/8) |

### Prove multiple

#### Decathlon
| Edizione                                                  | Oro                                                       | Argento                                       | Bronzo                                        |
| --------------------------------------------------------- | --------------------------------------------------------- | --------------------------------------------- | --------------------------------------------- |
| Stoccolma 1912                                            | Jim Thorpe                                                | Hugo Wieslander                               | Gösta Holmér                                  |
| Stoccolma 1912                                            | Jim Thorpe                                                | Charles Lomberg                               | Gösta Holmér                                  |
| Anversa 1920                                              | Helge Løvland                                             | Brutus Hamilton                               | Bertil Ohlson                                 |
| Parigi 1924                                               | Harold Osborn                                             | Emerson Norton                                | Aleksander Klumberg                           |
| Amsterdam 1928                                            | Paavo Yrjölä                                              | Akilles Järvinen                              | Ken Doherty                                   |
| Los Angeles 1932                                          | James Bausch                                              | Akilles Järvinen                              | Wolrad Eberle                                 |
| Berlino 1936                                              | Glenn Morris                                              | Robert Clark                                  | Jack Parker                                   |
| Londra 1948                                               | Robert Mathias                                            | Ignace Heinrich                               | Floyd Simmons                                 |
| Helsinki 1952                                             | Robert Mathias                                            | Milt Campbell                                 | Floyd Simmons                                 |
| Melbourne 1956                                            | Milt Campbell                                             | Rafer Johnson                                 | Vasilij Kuznecov                              |
| Roma 1960                                                 | Rafer Johnson                                             | Yang Chuan-kwang                              | Vasilij Kuznecov                              |
| Tokyo 1964                                                | Willi Holdorf                                             | Rein Aun                                      | Hans-Joachim Walde                            |
| Città del Messico 1968                                    | William Toomey                                            | Hans-Joachim Walde                            | Kurt Bendlin                                  |
| Monaco di Baviera 1972                                    | Mykola Avilov                                             | Leonid Litvinenko                             | Ryszard Katus                                 |
| Montréal 1976                                             | Bruce Jenner                                              | Guido Kratschmer                              | Mykola Avilov                                 |
| Mosca 1980                                                | Daley Thompson                                            | Jurij Kucenko                                 | Sergej Želanov                                |
| Los Angeles 1984                                          | Daley Thompson                                            | Jürgen Hingsen                                | Siegfried Wentz                               |
| Seul 1988                                                 | Christian Schenk                                          | Torsten Voss                                  | David Steen                                   |
| Barcellona 1992                                           | Robert Změlík                                             | Antonio Peñalver                              | David Allen Johnson                           |
| Atlanta 1996                                              | Dan O'Brien                                               | Frank Busemann                                | Tomáš Dvořák                                  |
| Sydney 2000                                               | Erki Nool                                                 | Roman Šebrle                                  | Chris Huffins                                 |
| Atene 2004                                                | Roman Šebrle                                              | Bryan Clay                                    | Dmitrij Karpov                                |
| Pechino 2008                                              | Bryan Clay                                                | Andrėj Kraŭčanka                              | Leonel Suárez                                 |
| Londra 2012                                               | Ashton Eaton                                              | Trey Hardee                                   | Leonel Suárez                                 |
| Rio de Janeiro 2016                                       | Ashton Eaton                                              | Kévin Mayer                                   | Damian Warner                                 |
| Tokyo 2020                                                | Damian Warner                                             | Kévin Mayer                                   | Ashley Moloney                                |
| Parigi 2024                                               | Markus Rooth                                              | Leo Neugebauer                                | Lindor Victor                                 |
| Atleta meglio premiato: Mathias e Eaton, Thompson (2/0/0) | Atleta meglio premiato: Mathias e Eaton, Thompson (2/0/0) | Nazione meglio premiata: Stati Uniti (14/7/6) | Nazione meglio premiata: Stati Uniti (14/7/6) |

## Gare non più in programma

### Corse piane

#### 60 metri piani
| Edizione         | Oro              | Argento          | Bronzo         |
| ---------------- | ---------------- | ---------------- | -------------- |
| Parigi 1900      | Alvin Kraenzlein | Walter Tewksbury | Stanley Rowley |
| Saint Louis 1904 | Archie Hahn      | Bill Hogenson    | Fay Moulton    |

#### 5 miglia
| Edizione    | Oro           | Argento       | Bronzo        |
| ----------- | ------------- | ------------- | ------------- |
| Atene 1906  | Henry Hawtrey | John Svanberg | Edward Dahl   |
| Londra 1908 | Emil Voigt    | Edward Owen   | John Svanberg |

#### Cross individuale
| Edizione       | Oro                | Argento           | Bronzo             |
| -------------- | ------------------ | ----------------- | ------------------ |
| Stoccolma 1912 | Hannes Kolehmainen | Hjalmar Andersson | John Eke           |
| Anversa 1920   | Paavo Nurmi        | Eric Backman      | Heikki Liimatainen |
| Parigi 1924    | Paavo Nurmi        | Ville Ritola      | Earl Johnson       |

#### Staffetta mista 1600 metri
| Edizione    | Oro                   | Argento  | Bronzo   |
| ----------- | --------------------- | -------- | -------- |
| Londra 1908 | Stati Uniti d'America | Germania | Ungheria |

#### 3000 metri a squadre
| Edizione       | Oro                   | Argento     | Bronzo                |
| -------------- | --------------------- | ----------- | --------------------- |
| Stoccolma 1912 | Stati Uniti d'America | Svezia      | Regno Unito           |
| Anversa 1920   | Stati Uniti d'America | Regno Unito | Svezia                |
| Parigi 1924    | Finlandia             | Regno Unito | Stati Uniti d'America |

#### 5000 metri a squadre
| Edizione    | Oro           | Argento | Bronzo |
| ----------- | ------------- | ------- | ------ |
| Parigi 1900 | Squadra mista | Francia | —      |

#### 3 miglia a squadre
| Edizione    | Oro         | Argento               | Bronzo  |
| ----------- | ----------- | --------------------- | ------- |
| Londra 1908 | Regno Unito | Stati Uniti d'America | Francia |

#### Cross a squadre
| Edizione         | Oro                                          | Argento                                    | Bronzo      |
| ---------------- | -------------------------------------------- | ------------------------------------------ | ----------- |
| Saint Louis 1904 | Stati Uniti d'America New York Athletic Club | Squadra mista Chicago Athletic Association | —           |
| Stoccolma 1912   | Svezia                                       | Finlandia                                  | Regno Unito |
| Anversa 1920     | Finlandia                                    | Regno Unito                                | Svezia      |
| Parigi 1924      | Finlandia                                    | Stati Uniti d'America                      | Francia     |

### Corse a ostacoli

#### 200 metri ostacoli
| Edizione         | Oro              | Argento          | Bronzo           |
| ---------------- | ---------------- | ---------------- | ---------------- |
| Parigi 1900      | Alvin Kraenzlein | Norman Pritchard | Walter Tewksbury |
| Saint Louis 1904 | Harry Hillman    | Frank Castleman  | George Poage     |

#### 2500 metri siepi
| Edizione    | Oro          | Argento         | Bronzo         |
| ----------- | ------------ | --------------- | -------------- |
| Parigi 1900 | George Orton | Sidney Robinson | Jean Chastanié |

#### 2590 metri siepi
| Edizione         | Oro           | Argento   | Bronzo        |
| ---------------- | ------------- | --------- | ------------- |
| Saint Louis 1904 | Jim Lightbody | John Daly | Arthur Newton |

#### 3200 metri siepi
| Edizione    | Oro            | Argento          | Bronzo      |
| ----------- | -------------- | ---------------- | ----------- |
| Londra 1908 | Arthur Russell | Arthur Robertson | John Eisele |

#### 4000 metri siepi
| Edizione    | Oro         | Argento         | Bronzo          |
| ----------- | ----------- | --------------- | --------------- |
| Parigi 1900 | Jack Rimmer | Charles Bennett | Sidney Robinson |

### Marcia

#### Marcia 1500 metri
| Edizione   | Oro           | Argento       | Bronzo                  |
| ---------- | ------------- | ------------- | ----------------------- |
| Atene 1906 | George Bonhag | Donald Linden | Konstantinos Spetsiotis |

#### Marcia 3000 metri
| Edizione     | Oro              | Argento        | Bronzo             |
| ------------ | ---------------- | -------------- | ------------------ |
| Atene 1906   | György Sztantics | Hermann Müller | Georgios Saridakis |
| Anversa 1920 | Ugo Frigerio     | George Parker  | Richard Remer      |

#### Marcia 3500 metri
| Edizione    | Oro           | Argento     | Bronzo     |
| ----------- | ------------- | ----------- | ---------- |
| Londra 1908 | George Larner | Ernest Webb | Harry Kerr |

#### Marcia 10000 metri
| Edizione       | Oro             | Argento           | Bronzo |
| -------------- | --------------- | ----------------- | --- |
| Stoccolma 1912 | George Goulding | Ernest Webb       | Fernando Altimani |
| Anversa 1920   | Ugo Frigerio    | Joseph Pearman    | Charlie Gunn |
| Parigi 1924    | Ugo Frigerio    | Gordon Goodwin    | Cecil McMaster |
| Londra 1948    | John Mikaelsson | Ingemar Johansson | Fritz Schwab |
| Helsinki 1952  | John Mikaelsson | Fritz Schwab      | [[File: Flag of the Soviet Union (1936 – 1955).svg\|class=noviewer\| Unione Sovietica (bandiera)\|border\|20x16px]] Bruno Junk |

#### Marcia 10 miglia
| Edizione    | Oro           | Argento     | Bronzo         |
| ----------- | ------------- | ----------- | -------------- |
| Londra 1908 | George Larner | Ernest Webb | Edward Spencer |

#### Marcia 50 km
| Edizione                                            | Oro                                                 | Argento                                  | Bronzo                                   |
| --------------------------------------------------- | --------------------------------------------------- | ---------------------------------------- | ---------------------------------------- |
| Los Angeles 1932                                    | Tommy Green                                         | Jānis Daliņš                             | Ugo Frigerio                             |
| Berlino 1936                                        | Harold Whitlock                                     | Arthur Tell Schwab                       | Adalberts Bubenko                        |
| Londra 1948                                         | John Ljunggren                                      | Gaston Godel                             | Tebbs Lloyd Johnson                      |
| Helsinki 1952                                       | Giuseppe Dordoni                                    | Josef Doležal                            | Antal Róka                               |
| Melbourne 1956                                      | Norman Read                                         | Evgenij Maskinskov                       | John Ljunggren                           |
| Roma 1960                                           | Don Thompson                                        | John Ljunggren                           | Abdon Pamich                             |
| Tokyo 1964                                          | Abdon Pamich                                        | Paul Nihill                              | Ingvar Pettersson                        |
| Città del Messico 1968                              | Christoph Höhne                                     | Antal Kiss                               | Larry Young                              |
| Monaco di Baviera 1972                              | Bernd Kannenberg                                    | Veniamin Soldatenko                      | Larry Young                              |
| Montréal 1976                                       | Evento non disputato                                | Evento non disputato                     | Evento non disputato                     |
| Mosca 1980                                          | Hartwig Gauder                                      | Jordi Llopart                            | Evgenij Ivčenko                          |
| Los Angeles 1984                                    | Raúl González Rodríguez                             | Bo Gustafsson                            | Sandro Bellucci                          |
| Seul 1988                                           | Vjačeslav Ivanenko                                  | Ronald Weigel                            | Hartwig Gauder                           |
| Barcellona 1992                                     | Andrey Perlov                                       | Carlos Mercenario                        | Ronald Weigel                            |
| Atlanta 1996                                        | Robert Korzeniowski                                 | Michail Ščennikov                        | Valentí Massana                          |
| Sydney 2000                                         | Robert Korzeniowski                                 | Aigars Fadejevs                          | Joel Sánchez                             |
| Atene 2004                                          | Robert Korzeniowski                                 | Denis Nižegorodov                        | Aleksej Voevodin                         |
| Pechino 2008                                        | Alex Schwazer                                       | Jared Tallent                            | Denis Nižegorodov                        |
| Londra 2012                                         | Jared Tallent                                       | Si Tianfeng                              | Robert Heffernan                         |
| Rio de Janeiro 2016                                 | Matej Tóth                                          | Jared Tallent                            | Hirooki Arai                             |
| Tokyo 2020                                          | Dawid Tomala                                        | Jonathan Hilbert                         | Evan Dunfee                              |
| Atleta meglio premiato: Robert Korzeniowski (3/0/0) | Atleta meglio premiato: Robert Korzeniowski (3/0/0) | Nazione meglio premiata: Polonia (4/0/0) | Nazione meglio premiata: Polonia (4/0/0) |

### Salti

#### Salto in alto da fermo
| Edizione         | Oro         | Argento                              | Bronzo                   |
| ---------------- | ----------- | ------------------------------------ | ------------------------ |
| Parigi 1900      | Ray Ewry    | Irving Baxter                        | Lewis Sheldon            |
| Saint Louis 1904 | Ray Ewry    | Joseph Stadler                       | Lawson Robertson         |
| Atene 1906       | Ray Ewry    | Léon Dupont                          | —                        |
| Atene 1906       | Ray Ewry    | Lawson Robertson                     | —                        |
| Atene 1906       | Ray Ewry    | Martin Sheridan                      | —                        |
| Londra 1908      | Ray Ewry    | John Biller Kōnstantinos Tsiklītīras | __                       |
| Stoccolma 1912   | Platt Adams | Ben Adams                            | Kōnstantinos Tsiklītīras |

#### Salto in lungo da fermo
| Edizione         | Oro                      | Argento                  | Bronzo           |
| ---------------- | ------------------------ | ------------------------ | ---------------- |
| Parigi 1900      | Ray Ewry                 | Irving Baxter            | Émile Torchebœuf |
| Saint Louis 1904 | Ray Ewry                 | Charles King             | John Biller      |
| Atene 1906       | Ray Ewry                 | Martin Sheridan          | Lawson Robertson |
| Londra 1908      | Ray Ewry                 | Kōnstantinos Tsiklītīras | Martin Sheridan  |
| Stoccolma 1912   | Kōnstantinos Tsiklītīras | Platt Adams              | Ben Adams        |

#### Salto triplo da fermo
| Edizione         | Oro      | Argento       | Bronzo         |
| ---------------- | -------- | ------------- | -------------- |
| Parigi 1900      | Ray Ewry | Irving Baxter | Bob Garrett    |
| Saint Louis 1904 | Ray Ewry | Charles King  | Joseph Stadler |

### Lanci

#### Getto del peso a due mani
| Edizione       | Oro        | Argento          | Bronzo          |
| -------------- | ---------- | ---------------- | --------------- |
| Stoccolma 1912 | Ralph Rose | Patrick McDonald | Elmer Niklander |

#### Lancio del disco a due mani
| Edizione       | Oro           | Argento         | Bronzo         |
| -------------- | ------------- | --------------- | -------------- |
| Stoccolma 1912 | Armas Taipale | Elmer Niklander | Emil Magnusson |

#### Lancio del disco stile greco
| Edizione    | Oro             | Argento             | Bronzo          |
| ----------- | --------------- | ------------------- | --------------- |
| Atene 1906  | Verner Järvinen | Nikolaos Georgantas | István Mudin    |
| Londra 1908 | Martin Sheridan | Marquis Horr        | Verner Järvinen |

#### Lancio del martello con maniglia corta (56 libbre)
| Edizione         | Oro                | Argento       | Bronzo          |
| ---------------- | ------------------ | ------------- | --------------- |
| Saint Louis 1904 | Étienne Desmarteau | John Flanagan | James Mitchel   |
| Anversa 1920     | Patrick McDonald   | Patrick Ryan  | Carl Johan Lind |

#### Lancio della pietra
| Edizione   | Oro                 | Argento         | Bronzo           |
| ---------- | ------------------- | --------------- | ---------------- |
| Atene 1906 | Nikolaos Georgantas | Martin Sheridan | Michalīs Dōrizas |

#### Lancio del giavellotto stile libero
| Edizione    | Oro          | Argento          | Bronzo           |
| ----------- | ------------ | ---------------- | ---------------- |
| Atene 1906  | Eric Lemming | Knut Lindberg    | Bruno Söderström |
| Londra 1908 | Eric Lemming | Michalīs Dōrizas | Arne Halse       |

#### Lancio del giavellotto a due mani
| Edizione       | Oro           | Argento          | Bronzo        |
| -------------- | ------------- | ---------------- | ------------- |
| Stoccolma 1912 | Juho Saaristo | Väinö Siikaniemi | Urho Peltonen |

### Prove multiple

#### All around
| Edizione         | Oro          | Argento   | Bronzo       |
| ---------------- | ------------ | --------- | ------------ |
| Saint Louis 1904 | Thomas Kiely | Adam Gunn | Truxton Hare |

#### Pentathlon
| Edizione       | Oro               | Argento         | Bronzo          |
| -------------- | ----------------- | --------------- | --------------- |
| Atene 1906     | Hjalmar Mellander | István Mudin    | Eric Lemming    |
| Stoccolma 1912 | Jim Thorpe        | Ferdinand Bie   | Frank Lukeman   |
| Stoccolma 1912 | Jim Thorpe        | James Donahue   | Frank Lukeman   |
| Anversa 1920   | Eero Lehtonen     | Everett Bradley | Hugo Lahtinen   |
| Parigi 1924    | Eero Lehtonen     | Elemér Somfay   | Robert LeGendre |